# 亚历山大大帝
馬其頓的亞歷山大三世（其名字亞歷山大意為“人類的（ἀνδρός）守護者（ἀλέξω）”；前356年7月20日或21日—前323年6月10日或11日），世稱亞歷山大大帝（Ἀλέξανδρος ὁ Μέγας 或 Μέγας Ἀλέξανδρος），古希臘馬其頓王國國王，是古希臘王室阿吉德王朝成員。亞歷山大出生於前356年的佩拉，在二十歲時從他的父王腓力二世手上繼承馬其頓王位，他的統治期間幾乎都在進行大型軍事征服活動。到他三十歲時已經建立了疆域最大的帝國之一，範圍從希臘、小亞細亞、埃及、波斯、兩河流域、阿富汗到印度西北部。他在戰場上從未被擊敗，且被認為是歷史上最偉大的將軍之一。
在13歲時，他的父親為他找來哲學家亞里斯多德任其導師，在前336年腓力二世被刺殺之後，亞歷山大繼承父親的王位以及一個強大的王國與經驗老道的軍隊。他被科林斯同盟任命為希臘遠征軍司令，並利用此職位進行腓力二世籌備的泛希臘聯軍對波斯的征服計劃。前334年，他向波斯阿契美尼德帝國統治的小亞細亞地區發起進攻，開始長達十年的亞歷山大東征。亞歷山大在一連串的決定性戰役中擊敗波斯，其中著名的戰役有伊蘇斯戰役和高加米拉戰役，并推翻波斯皇帝大流士三世，征服整個波斯帝國，使得他帝國疆土從亞得里亞海直至印度邊界。
为了尋找并抵達「世界的盡頭和大外海」，亞歷山大大帝在前326年入侵印度，但最終應軍隊要求不得不撤軍。前323年，亞歷山大大帝死在他設想的帝國首都巴比倫，沒能來得及實現他入侵阿拉伯的計劃。在他死後，由於無合適繼承人，他的將領們互相不服且開始爭奪他遺留下的帝國，最終引發繼業者戰爭，亞歷山大帝國也就迅速瓦解。
亞歷山大大帝的遺產包括他擴土導致的文化融合，如希臘式佛教。他建起至少二十座以他的名字命名的城市，最著名的就是埃及的亞歷山卓。亞歷山大在東方安置了許多希臘殖民地，導致希臘文明一直向東傳播，形成希臘化時代的到來，直到15世紀中葉的拜占庭帝國、以及1920年代的小亞細亞中部卡帕多細亞希臘人和東部的本都希臘人仍可以發現希臘化遺留痕跡。他以古希臘神話中的英雄阿基里斯為偶像榜樣，最終自己也成为一個近乎神話的人物。他也以融合希臘文化和非希臘文化而著名。他在軍事上的成就使後世的軍事將領設法與他看齊，且全世界的軍校都曾使用過他的戰術做為教材。他經常被列入世界歷史上最有影響力的人物之一，與他的導師亞里斯多德並列。

## 早年

### 出身和童年

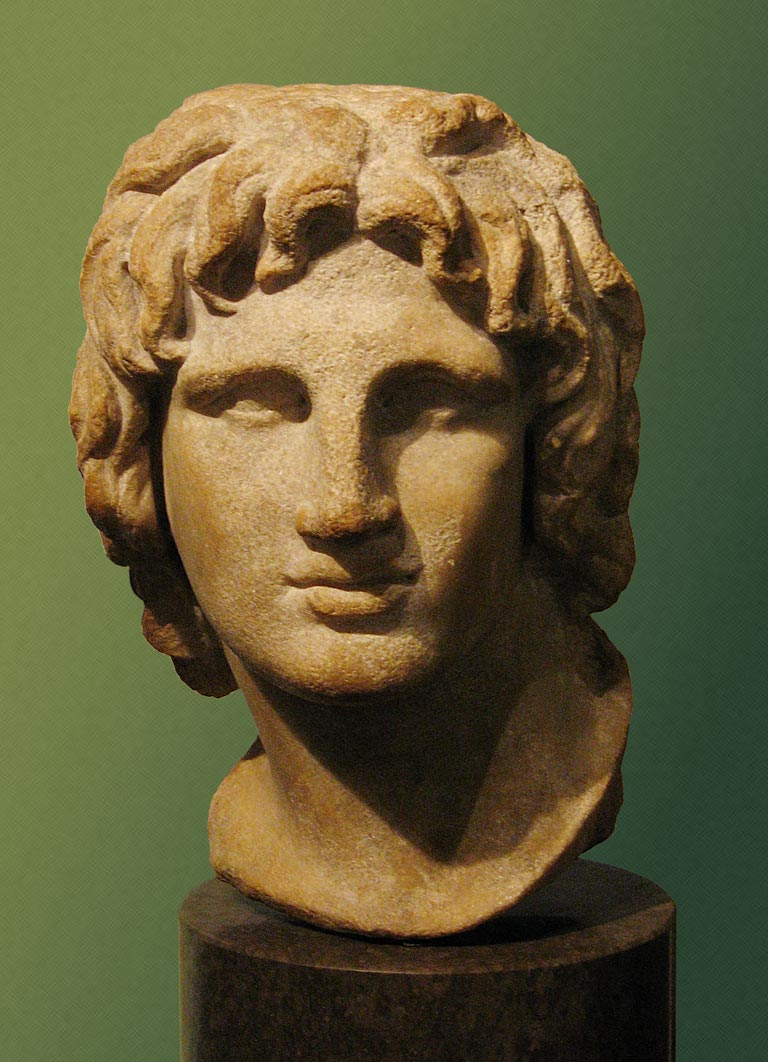
亞歷山大年輕的頭像，出自於希臘化時代，今於大英博物館

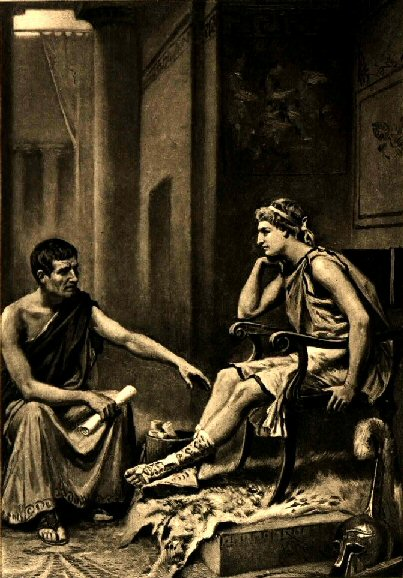
亞里斯多德在教導亞歷山大，由畫家尚·萊昂·傑羅姆·菲利斯（Jean Leon Gerome Ferris）所繪

亞歷山大出生於前356年古希臘赫卡托姆拜昂月的第6天，對照今日曆法大概是7月20日，雖然準確日期不是很確定。他誕於馬其頓王國首都佩拉。他的父親是馬其頓國王腓力二世，母親奧林匹亞絲是希臘伊庇魯斯地區摩羅西亞國王涅俄普托勒摩斯一世的女兒，是腓力二世的第4位妻子。儘管腓力有7或8個妻子，但奧林匹亞絲是地位最顯著的一位，可能是因她生下亞歷山大。
關於亞歷山大的誕生和童年圍繞著數個傳說，根據古希臘傳記作家普魯塔克的記載，奧林匹亞絲在與腓力婚禮前夕夢見雷电擊中她的子宮，造成一團火焰並在熄滅之前往各處擴散開來。而腓力在婚禮一段時間之後，在夢中看到自己拿了一個刻著狮子的形像的印封住妻子奧林匹亞絲的子宮。普魯塔克對這些夢提供不同的解釋：奧林匹亞絲在婚前就已懷孕；用印封住子宮表示亞歷山大的父親是宙斯。古代評論家為此爭論，野心勃勃的奧林匹亞絲她是否到處宣揚了亞歷山大神性的誕生故事，其中各種證言說她曾把這個故事告訴亞歷山大，或者奧林匹亞絲並沒有宣揚此事，可能是因為這褻瀆了神明。
亞歷山大誕生的那一天，腓力在率軍圍攻哈爾基季基半島的城市波提狄亞，腓力收到兒子誕生消息的那日，同一日也收到他的將軍帕曼紐擊敗了伊利里亞和培奧尼亞人的聯軍之捷報，以及腓力的賽馬獲得奧林匹克運動會勝利，這三喜臨門的消息讓腓力高興不已。亞歷山大誕生的那天同時也是七大奇觀之一以弗所的阿耳忒彌斯神廟被焚毀的那一日，這巧合讓古希臘馬格尼西亞的赫格西亞斯覺得神廟會慘遭焚毁，是因為女神阿耳忒彌斯離開去探望亞歷山大的誕生。這些傳說故事很可能是亞歷山大當上國王後才產生，可能受到他特意營造，為了塑造他擁有超人般特質以及命中注定是偉人的感覺。
在他幼年時是受到奶媽蘭妮基（Lanike）的照顧，她的弟弟是後來亞歷山大麾下的猛將克利圖斯。在亞歷山大童年時期，是母親的同鄉伊庇魯斯的列奧尼達擔任他的啟蒙導師，受到嚴格的指導。亞歷山大這段期間學習閱讀、里拉琴、騎馬、打鬥、打獵等，類似其他馬其頓貴族少年的一樣的教育。亚历山大在马其顿的成长受荷马《伊利亚特》及其中人物阿基里斯和传说人物海格力斯影响，他的父母王系各称是海格力斯和阿基里斯的后代，尤其是母親奧林匹亞絲對亞歷山大的影響很大，母子的感情非常好，亞歷山大成年後遠征在外，也常常會寫信給母親敘述見聞。
當亞歷山大12歲時，一位從色薩利來的商人準備賣一匹駿馬給腓力，並開了13個他連得的高價，然而試騎時馬兒性子激烈，使腓力的騎兵無法駕馭牠，正當腓力打算打消此意時，亞歷山大自告奮勇願意親自試騎，亞歷山大發現牠是看到自己影子的晃動才感到畏懼和慌恐，於是好聲安撫，最後把牠馴服。普魯塔克記載腓力對自己兒子驚異的勇氣和自信非常歡喜，他流下興奮的眼淚親吻自己的兒子，他向亞歷山大說：
「啊！我兒！去找一個配得上你的王國吧！馬其頓對你而言實在太小了。」
腓力於是把良駒給了亞歷山大，亞歷山大為牠取個名字布西發拉斯，意謂「牛頭」的意思。布西發拉斯是亞歷山大最喜歡的愛馬，牠伴隨主人南征北討，最後老死於印度征途中，亞歷山大為此在印度建造一座城市布西發拉斯來紀念牠。

### 成為亞里斯多德學生
當亞歷山大13歲以後，腓力有意栽培他作為繼承人，開始幫他找位更合適的導師，原本考慮尋找知名的哲學家如伊索克拉底或柏拉圖學院的斯珀西波斯，但斯珀西波斯拒絕了腓力的邀請，最後腓力選定由大哲學家亞里斯多德來教導自己的兒子，並提供一個小鄉村米埃札（Mieza）的寧芙女神神廟作為授教的場所。作為回報，腓力同意重建亞里斯多德的家鄉斯塔伊拉，先前這座城市被腓力下令剷平，腓力為此重新把被賣為奴隸的前斯塔伊拉公民贖回，並召回其他流亡的居民，重新建立這座城市。
隨後米埃札幾乎成為亞歷山大和馬其頓貴族青少年的學校，一些與他同年紀上下的貴族青少年如托勒密、卡山德、赫費斯提翁等，都與亞歷山大一同在此地向亞里斯多德學習，這些人都與亞歷山大建立良好的友誼成為他的「夥友」，日後亦是未來國家的軍官與官員。亞里斯多德给予亞歷山大和他的夥伴們完整的演辯術和文学训练，并且激发了他对科学、医学和哲学的兴趣，以及許許多多知識如邏輯、藝術、宗教、地理、道德觀等等。在亞里斯多德的指導下，啟發了亞歷山大對荷馬的熱誠，尤其是《伊利亞德》。亞里斯多德曾給予亞歷山大一本他註解過的《伊利亞德》，這本書後來一直在亞歷山大身邊，伴隨他遠征，且不時拿來溫習。

## 腓力的王位繼承者

### 臨時攝政和馬其頓稱霸希臘

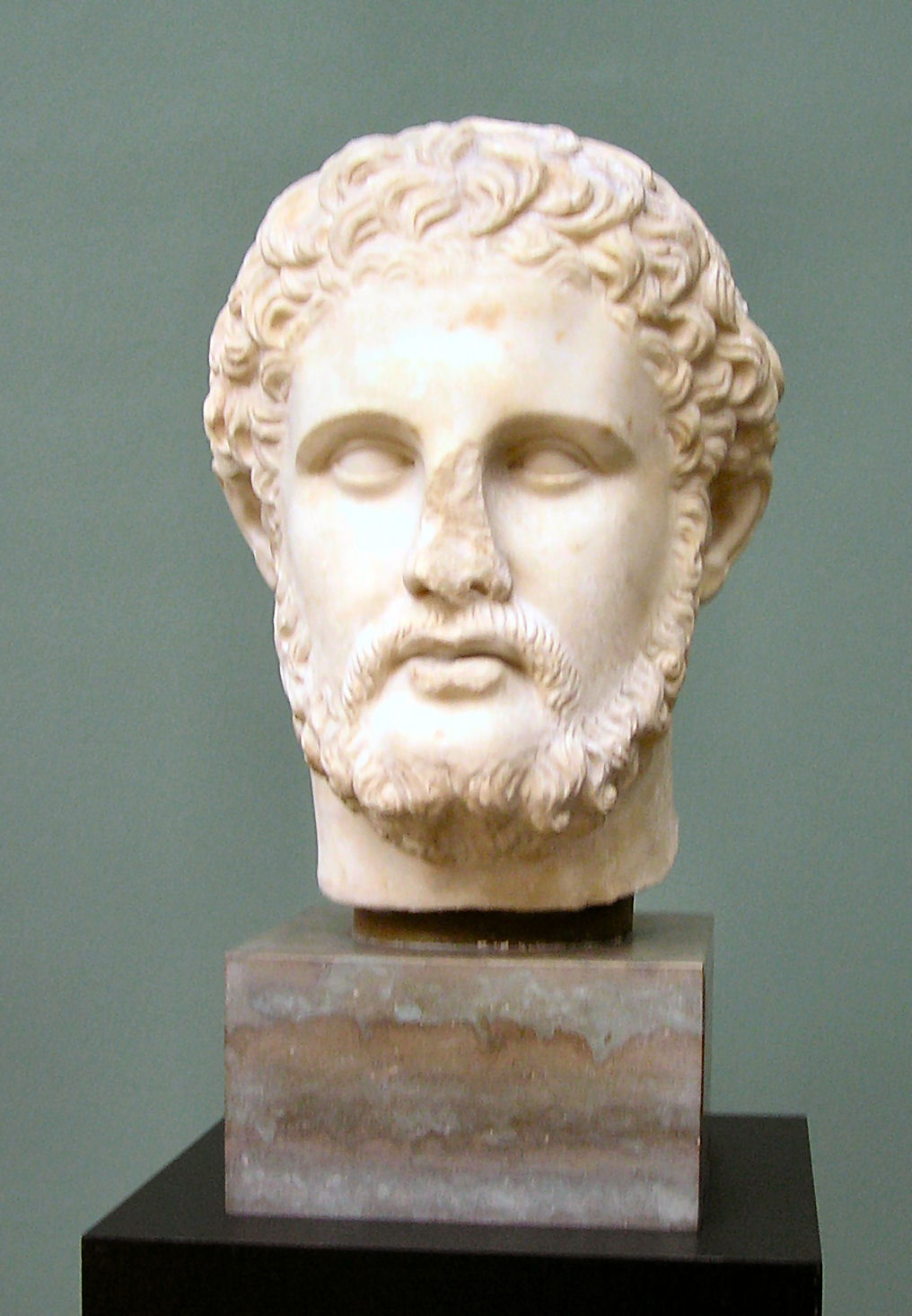
腓力二世，亞歷山大的父親。

當16歲時亞里斯多德的課程大致結束，此時腓力率軍遠征城邦拜占庭的时候，讓亞歷山大擔任臨時攝政代父统治马其顿，除了讓他累積經驗外也表明他是腓力屬意的繼承者。在腓力二世不在國內期間，色雷斯的部族密底人（Maedi）趁機造反，亞歷山大反應相當迅速，把他們從他們的領地驅除出去並在當地建立殖民城市，引入一些希臘人作為居民，並以自己的名字命名為亞歷山德魯波利斯（Alexandropolis）。
後來腓力回國，派遣亞歷山大率領一支小型軍隊去鎮壓色雷斯南部的叛亂。而後父子倆人參與對付希臘城邦佩林托斯的行動，後來回軍時與色雷斯的特里巴利人作戰，這裡亞歷山大曾救了腓力的性命。隨後這段期間，希臘城邦安菲薩公民耕種了德爾斐的阿波羅聖地，此事引發近鄰同盟向安菲薩開戰，爆發「第四次神聖戰爭」。這件事讓腓力有機會更一步介入希臘城邦之間的事務，預期馬其頓將會參戰，但他自己在色雷斯仍有事情要忙，於是腓力命亞歷山大在馬其頓開始動員軍隊，準備加入希臘的戰爭。亞歷山大為了不引起其他希臘城邦注意到馬其頓已經開始動員，會引發不必要的干涉，恰好先前伊利里亞人曾入侵馬其頓，但那時很快被亞歷山大逐出，這件事就成了亞歷山大動員的藉口。他偽裝這次動員是準備去攻擊伊利里亞人。
腓力二世帶領他的兒子亞歷山大和軍隊於前338年加入戰爭，因為底比斯軍封鎖了溫泉關，於是他們繞道進入希臘中部並進軍到了伊拉提亞（Elatea），這距底比斯和雅典僅幾天路程，這使雅典陷入恐慌之中。在狄摩西尼的倡導下，雅典人立即表決向馬其頓宣戰作為對腓力進軍的反應，同時雅典人積極與底比斯尋求結盟。為了防止底比斯加入雅典陣營，腓力向底比斯派遣使者但沒能阻止底比斯參戰。
因腓力這次進軍是因近鄰同盟邀請，他隨後率軍進軍安菲薩，捕獲雅典派去支援的雇傭兵部隊並降伏了這座城市。接著腓力再度返回伊拉提亞，企圖向雅典和底比斯和談，但此舉被雙雙回絕。

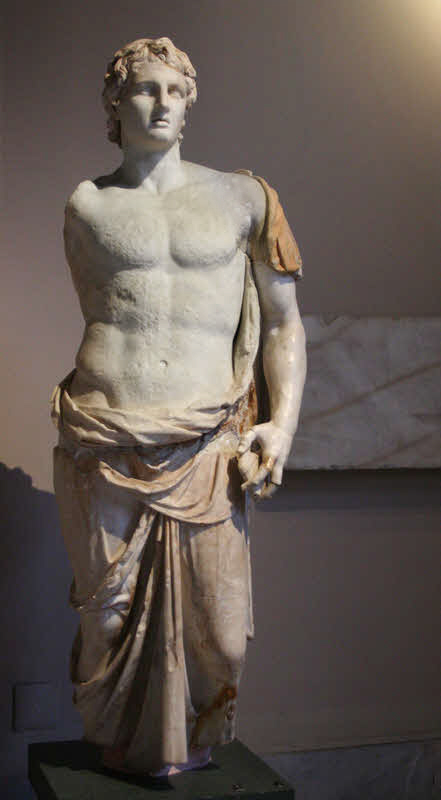
亞歷山大的雕像，今於伊斯坦堡考古博物館

前338年腓力往南繼續進軍，雅典、底比斯聯軍則在波奧蒂亞的喀羅尼亞等待馬其頓軍的到來，雙方在此地展開決定性的喀羅尼亞戰役。這場戰役腓力率領馬其頓軍右翼，左翼則交給年輕的亞歷山大，還派一些經驗老道的將軍們輔佐他。根據波利艾努斯的記載，戰役中腓力故意讓自己的部隊佯撤，誘使缺乏經驗的雅典重裝步兵追擊，這導致聯軍的陣列開了一個缺口。率領左翼的亞歷山大把握這次戰機，讓騎兵突破這個缺口，側翼夾擊擊敗了當時享負盛名的底比斯軍。另外普魯塔克提到亞歷山大是第一個擊破精銳底比斯聖隊的將領，且西西里的狄奧多羅斯則說亞歷山大在戰場上非常英勇，展現對勝利的渴望。另一方面，腓力讓馬其頓右翼退到合適的地點後開始反擊，雅典軍隨後跟著敗退，最後馬其頓軍獲得戰役勝利。
在喀羅尼亞勝利後，腓力和亞歷山大毫無阻礙的進軍至伯羅奔尼撒，當地許多城邦紛紛降伏，然而當馬其頓軍接近斯巴達時，斯巴達拒絕投降。腓力並沒有打算對斯巴達城發動攻擊，只是先擱置他們。在前337年腓力於科林斯建立了一個泛希臘聯盟，即科林斯同盟。同盟會議中腓力被舉為同盟司令（Hegemon），並決議未來將對波斯阿契美尼德帝國發動遠征，為波希戰爭中希臘的損害報仇。

### 出走和回歸
當腓力回到王國首都佩拉後，與將軍阿塔羅斯的侄女克麗奧佩脫拉·歐律狄刻發生戀情，準備安排與她結婚。父親即將再婚的消息讓亞歷山大王位繼承者的地位有點尷尬，因為未來克麗奧佩脫拉·歐律狄刻所生下的兒子將會成為王位繼承者候選人，加上這個未來威脅具有純種馬其頓血統，而亞歷山大只有一半的血統是馬其頓人。在婚禮的宴會上，喝得酩酊大醉的阿塔羅斯口不擇言公開祈禱，祈禱神明可以給腓力和克麗奧佩脫拉·歐律狄刻的結合一個合法的繼承者，這些話被當時在現場的亞歷山大聽到，大怒。
腓力愛上比他年輕很多的少女克麗奧佩脫拉，並且娶她為妻。在結婚的喜宴上，新娘的叔父阿塔羅斯喝得酩酊大醉，他要馬其頓人祈求天神的祝福，讓他的侄女給他們一個合法的王位繼承人。這番話激怒了亞歷山大，把一個酒杯往阿塔羅斯的頭部丟了過去，罵道：「那么我呢，你这卑鄙的人，你把我当成什么了，一个杂种吗?」

腓力護著阿塔羅斯，拔劍準備向著他的兒子衝過去，好在他們兩人都很幸運，不知腓力是他氣昏了頭，還是飲酒過量，竟然滑了一跤跌到地板上。亞歷山大用嘲諷的話羞辱他：「你们瞧啊！一位准备从欧洲横扫亞洲的人，却连椅子之間的距離都過不过去。」——普魯塔克,《希臘羅馬名人傳：亞歷山大傳》
在與腓力鬧翻後，亞歷山大帶著母親奧林匹亞絲逃去伊庇魯斯摩羅西亞王國的首都多多納，投靠母親的弟弟亞歷山大一世，在此地安置母親後，接著亞歷山大繼續流亡到伊利里亚去。他向前幾年才被自己擊敗的伊利里亚國王尋求庇護，並在那裡備受上賓對待。然而，腓力並不打算在遠征波斯前放逐一位在政治、軍事上已經飽受到磨練的繼承人，在一位腓力的好友德馬拉特斯（Demaratus）為雙方居中協調下，六個月後亞歷山大與父親和好，返回國內。
隨後過一年，波斯卡里亞總督皮克索達拉斯（Pixodarus）向腓力提議把女兒嫁給亞歷山大同父異母的兄弟阿里達烏斯，這舉動讓奧林匹亞絲和數個亞歷山大好友們懷疑腓力打算改立阿里達烏斯為他的繼承者。亞歷山大為此派出自己的好友塞薩魯斯（Thessalus）到皮克索達拉斯那裡去，向他提議與其把女兒嫁給智能不足的阿里達烏斯，不如嫁給自己。當腓力聽聞亞歷山大擅自行動的消息，停止與皮克索達拉斯商談聯姻，譏諷亞歷山大竟然很想娶卡里亞人的女兒，還說自己本來還想幫他找個更好的新娘。腓力隨後放逐亞歷山大涉案的5個好友，分別為哈帕拉斯、托勒密、尼阿卡斯、拉俄墨東和埃瑞吉亞斯（Erigyius）等人，並把塞薩魯斯下獄。

## 馬其頓國王

前336年的馬其頓王國

前336年夏天，腓力二世在舊都埃格举行女儿克麗奧佩脫拉和伊庇鲁斯的亚历山大一世的婚礼時，被他的近身護衛官保薩尼亞斯刺杀身亡。保薩尼亞斯試圖從現場逃走，但在逃跑中被藤蔓絆倒，隨即被追隨在後的馬其頓軍官所殺，其中追殺的軍官包含佩爾狄卡斯和列昂納托斯。幕後是否有指使者不清楚，對於腓力之死，已與腓力結怨的奧林匹亞絲对此公开表示喜悦，儘管當時的史書說明保薩尼亞斯本就有殺腓力的動機，但後來的古羅馬歷史學家和一些現代學者懷疑奧林匹亞絲可能涉案。亚历山大代表指责此事為波斯国王大流士三世所指使，后来以此為向波斯进攻的理由。亞歷山大當天也出席婚禮現場，在腓力被刺殺後隨即被現場的馬其頓貴族和軍隊擁立為新國王，當時他年僅20歲。

### 鞏固權位
亞歷山大繼位後開始調查腓力刺殺案，並以此為藉口去除威脅他王位的潛在敵人，林塞斯蒂斯地區（Lyncestis）的貴族三兄弟皆被懷疑與保薩尼亞斯合謀，亞歷山大殺了其中兩個，但赦免了林塞斯蒂斯的亞歷山大。亞歷山大還以謀反的名義處死遜位的堂兄阿敏塔斯四世。在亞歷山大登繼位後，亞歷山大的母親奧林匹亞絲也從伊庇魯斯的娘家回到馬其頓，她趁著亞歷山大不在首都時殺了腓力的新妻克麗奧佩脫拉·歐律狄刻和她出世不久的女兒歐羅芭，事後亞歷山大得知後，對母親的作為非常不滿。同時亞歷山大也下令處死先前與他結怨阿塔羅斯。阿塔羅斯這時正與帕曼紐率領遠征先遣軍於小亞細亞作戰，在腓力被刺殺後雅典的狄摩西尼寫信試圖勸誘他謀反，阿塔羅斯接信後立即把此事報告上去來撇清嫌疑，但在克麗奧佩脫拉·歐律狄刻死後亞歷山大認為讓阿塔羅斯活著太危險，加上先前他多次污辱過亞歷山大，以與雅典合謀謀反的名義下令殺了他。另外，亞歷山大並沒有對同父異母的兄弟阿里達烏斯下手，畢竟阿里達烏斯智能不足對亞歷山大威脅較小，而阿里達烏斯的智能不足這件事，可能是奧林匹亞絲在阿里達烏斯幼年時下毒的結果。
當腓力的死訊傳到希臘，許多希臘城邦認為這是脫離馬其頓霸權的好機會，以雅典和底比斯為首的希臘城邦們預謀起義，甚至連色薩利人也欲脫離馬其頓的掌控，更不用說之前被腓力擊敗的蠻族部族了，他們也反抗馬其頓的統治。亞歷山大得知各地準備叛變的消息，他決定首先處理希臘問題，他反應迅速，一邊派遣使者以外交手段解決，一方面親自率領3,000名馬其頓騎兵先頭部隊疾行至色薩利，當他來到色薩利奧薩山和奧林帕斯山之間的邊界地帶，發現當地已被一支色薩利軍隊把守，他立即從奧薩山迂迴過去，當守軍隔日起來發現亞歷山大已經出現在他們背後驚訝不已，他們很快地不得不向亞歷山大投降。亞歷山大隨後馬不停蹄來到南下到色薩利地區，色薩利人在叛變尚未準備好的情況下向亞歷山大輸誠，擁立他為色薩利同盟新的執政官。
亞歷山大帶領大軍繼續往南疾行，沿途的希臘城邦因為亞歷山大的行動太迅速紛紛改變反抗的態度。當亞歷山大停留至溫泉關時，近鄰同盟承認他是同盟的新領導人，而雅典、底比斯向他乞和，希望他能原諒謀反的舉動，亞歷山大也沒有嚴厲的處罰。亞歷山大之後來到科林斯，幾乎所有希臘人再度承認馬其頓霸權，除了斯巴達人以外。在這裡亞歷山大再一次召開科林斯同盟大會，會中他成為新的同盟司令，接替原本腓力二世的位置，重新宣示他將會對波斯發動遠征。就在亞歷山大停留在科林斯的這段時間，他在這與古希臘哲學家錫諾普的第歐根尼展開著名的會面，當亞歷山大很有禮貌地問他，問他需要什麼，並保證會兌現他的願望。第歐根尼沒好氣地說：「我希望你稍微站遠一點，不要擋住我要曬的陽光。」這回答不僅沒有使亞歷山大不快，還使亞歷山大更欣賞第歐根尼，後來他說：「我若不是亞歷山大，我願是第歐根尼。」之後，亞歷山大收到色雷斯不太平靜的報告，他隨後為此返回馬其頓。

### 巴爾幹的征戰
在進攻亞洲前，亞歷山大打算安穩他王國北方的防線，在前335年春季，他從安菲波利斯出發，率軍準備處理叛亂以及蠻族侵擾的問題。他往北進入色雷斯，沿著東路進軍來到一些尚未臣服的地區，並於哈伊莫司山（Mount Haemus）擊敗據守險地的色雷斯軍隊。接著馬其頓軍繼續往北進軍，來到特裡巴利人（Triballi）的國度，在多瑙河支流萊吉拉斯河（Lyginus river）附近擊敗特裡巴利人。亞歷山大繼續向北，三日後來到多瑙河畔，守在對岸的蓋塔人（Getae）已經聚集大軍等候亞歷山大，亞歷山大趁夜悄悄的渡了河，蓋塔人根本沒想到亞歷山大可以如此迅速渡河，他們在驚慌失措下潰敗。
在回馬其頓的半路上，這時傳來伊利里亞達耳達尼亞（Dardanian）國王克利圖斯不願臣服於馬其頓威勢，且革蘭提亞國王格勞基亞斯（Glaukias）也舉兵響應。得到這消息的亞歷山大，取消回馬其頓的路線，直接朝伊利里亞進軍，並且擊敗他們的聯軍。透過這些勝利，亞歷山大確保他北方邊界的安寧。
然而就在亞歷山大忙於北方戰事時，傳來雅典人和底比斯人再度叛變的消息，原來亞歷山大出征很久沒消息傳回希臘，謠傳亞歷山大戰死了，於是來雅典人和底比斯人再度反抗馬其頓。亞歷山大接到消息，立刻停止繼續討伐伊利里亞人，急行軍南下趕到底比斯城下，底比斯人大吃一驚不敢相信亞歷山大還活著且進軍如此神速，儘管醒悟過來但這次底比斯人鐵了心打算死戰到底。很快地，在馬其頓軍猛攻下底比斯淪陷，且被馬其頓軍血洗。為了殺雞儆猴，亞歷山大下令把底比斯城夷平，領土由附近的波奧蒂亞盟邦瓜分，倖存的底比斯人被貶為奴隸。底比斯的慘況嚇得雅典和其他反叛的希臘城邦瞬間投降亞歷山大大帝。平定了希臘亂事，暫時恢復安寧。接著，亞歷山大把目標轉移到東方的波斯帝國，他委任安提帕特作為馬其頓攝政和希臘統帥，留下一支軍隊共12,000名步兵和1,500名骑兵留守國內及維持希臘秩序。自己則親自率領馬其頓和希臘聯軍踏上征途。

## 征服波斯帝國

### 小亞細亞

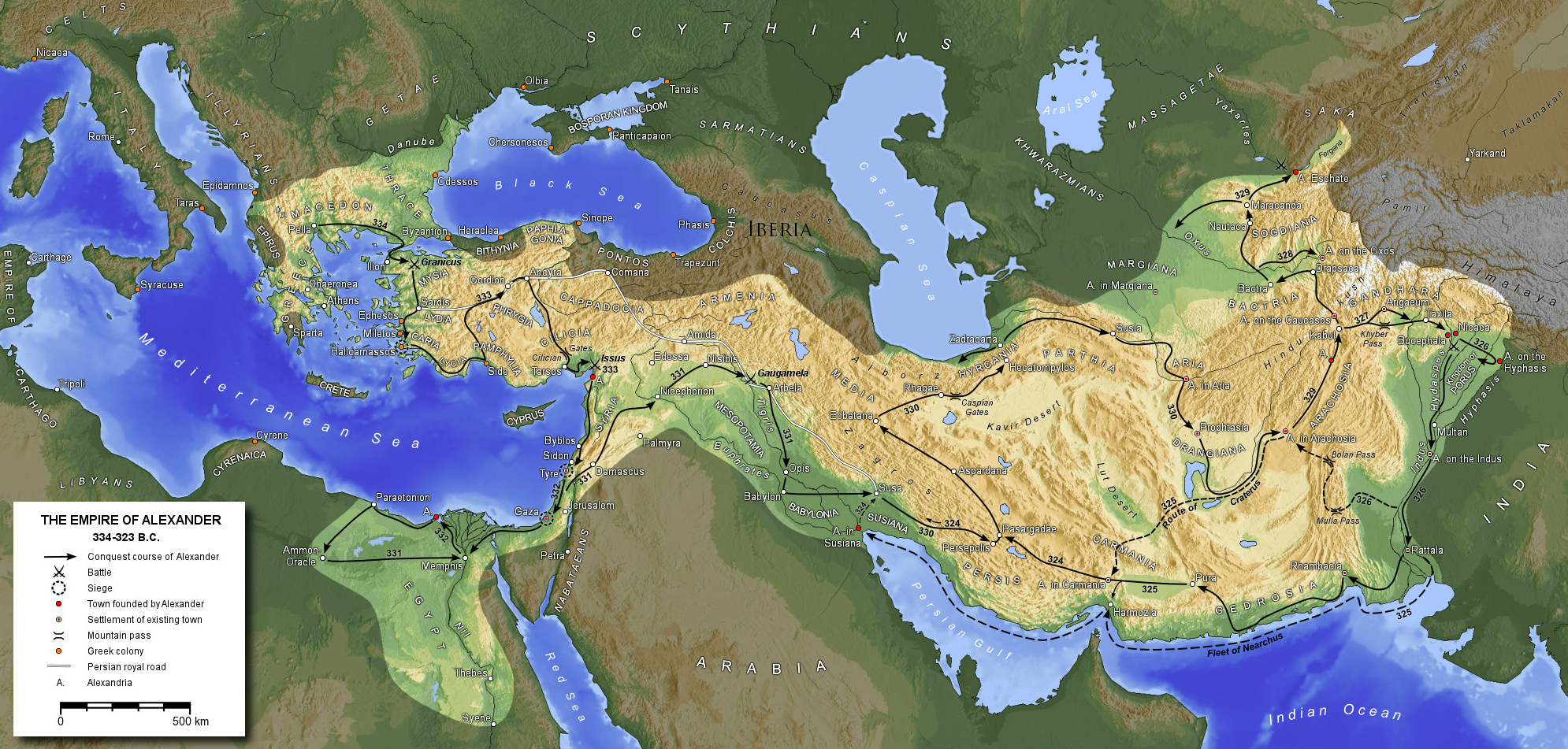
亞歷山大帝國以及他的征服路線

希腊与波斯的敌对始于前6世纪，当时位于小亚细亚的自由希腊城邦沦陷于向西扩张的波斯帝国。在爱奥尼亚叛乱和马拉松战役后。前481年波斯国王薛西斯一世在第二次波希战争时试图占领整個希腊。虽然薛西斯一世被打回，波斯之后也再没有大規模进攻希腊，而薛西斯一世前480年火烧雅典卫城及其他被认为渎神的行为，使得亚历山大當时的希腊政界仍存在着报仇和反攻波斯的声音，这也被腓力二世和亚历山大所利用。並以「向波斯復仇」、「解放小亚细亚希腊城邦」的口号進行號召。
前334年亚历山大率軍從赫勒斯滂出發渡海到亞洲，他的遠征軍由馬其頓部隊、各希臘城邦的部隊、雇傭兵、以及臣服的色雷斯、培奧尼亞、伊利里亞部族部隊所組成。史料上對於亞歷山大全軍的人數有些許差異，古羅馬歷史學家阿里安使用托勒密的回憶錄作為資料來源，說遠征軍共超過30,000名步兵、5,000名騎兵度過海峽。西西里的狄奧多羅斯提供的人數大致相同，說用32,000名步兵、5,100名騎兵，但狄奧多羅斯提到當時已有一支先遣軍在幾年前就已經渡過海峽了。波利艾努斯在他的《戰略》描述，這支先遣軍人數有一萬人。因此，亞歷山大全軍的人數全部總共大約48,100名步兵、6,100名騎兵，算上海軍的話還有160艘戰船及38,000名水手，雖然這支艦隊沒派上甚麼用場。為了籌組這支大軍。亞歷山大幾乎耗盡他的國庫，原本腓力留給他的資金就沒剩多少，使得他只夠維持30天的補給，國庫還欠了1,300塔蘭同。
當亞歷山大所率領軍隊渡過達達尼爾海峽來到亞洲，據說他是第一位登陸的，當時他丟出一支長槍插入亞洲的土地上，意味著亞洲將是神明給他的禮物，也代表這塊領地他要用武力贏來。這也顯示，不像腓力二世喜好用外交手段，而亞歷山大熱衷用武力解決。在小亚细亚亚历山大和小部分軍隊首先访问了特洛伊，他和他童年来的好友赫費斯提翁分别祭拜阿基里斯和阿基里斯的好友帕特羅克洛斯。随后亚历山大与帕曼纽带领的其余部队会合，继续進軍。
此時波斯小亞細亞的總督們已經把各行省的軍隊聚集起來，準備與亞歷山大一戰，然而在波斯軍的軍事會議上希腊雇佣军將領羅德島的門農建议避戰，建議採用焦土戰略阻止亞歷山大的遠征軍獲得補給，但由于波斯地方总督怜惜他们的财产，未被采纳。雙方在前334年4月28日於格拉尼庫斯河戰役正面交战。亚历山大在戰役中自己率领着夥友騎兵，率先与總督們所率的波斯骑兵交战纏鬥。在這場激烈的騎兵交战中，波斯多位地方总督和高級將領紛紛陣亡，顯眼的亞歷山大也是波斯騎兵的目標紛紛朝他殺去，使得亞歷山大不僅受了伤，還差點送了命，幸好及時被克利圖斯相救。因為亞歷山大和馬其頓夥友騎兵的奮戰，殺退波斯騎兵，多位波斯將領陣亡也使波斯軍指揮系統大亂，使波斯軍全線潰敗，除了波斯軍陣營的希臘傭兵部隊還可以井然抱持陣形退到附近山地上。亞歷山大拒絕波斯陣營的希臘雇傭兵的求和，氣憤這些希臘傭兵背棄祖國，以及防止以後還有希腊雇佣兵加入波斯陣營，亚历山大對殘餘的希臘傭兵發動猛攻，屠杀大部分希腊雇佣兵，其余被押回马其顿强迫劳动。他将300领波斯铠甲作为给雅典娜的祭品送回雅典卫城，带着如下题字：
「谨献上从亚洲波斯人手中俘获的这些战利品。来自腓力之子亚历山大和全希腊人敬献，拉刻代蒙人除外。」
在初次與波斯軍交手且出師大捷後，亞歷山大繼續朝呂底亞行省首府的薩第斯前進，當地守將很快就向亞歷山大投降，使他得到了安置於薩第斯的財寶。接著亞歷山大把矛頭轉向愛奧尼亞沿海，當地的希臘城市紛紛推翻親波斯的寡頭政府，倒向亞歷山大。亞歷山大給予愛奧尼亞希臘自治，要他們建立民主體制。然而希臘城市米利都尚有波斯軍隊駐紮，且有波斯艦隊在附近支援，亞歷山大只好率軍前去發動圍城戰。圍城戰結果很快以馬其頓軍勝利告終，但波斯艦隊龐大的實力讓亞歷山大深知馬其頓艦隊實力無法其抗衡，造成日後決定奪取所有波斯海軍基地的戰略方針。
之後，他率領大軍繼續往南至卡里亞，那裡波斯卡里亞總督歐戎托巴提斯（Orontobates）聚集一支軍隊堅守在哈利卡那索斯城，波斯陣營希臘雇傭軍將領羅德島的門農在大流士三世的任命下擔任小亞細亞總指揮和整個波斯艦隊司令，門農他在哈利卡那索斯盡所能的加強防禦，更在港口駐守艦隊防備，準備與亞歷山大長期對抗。亞歷山大於是發動哈利卡那索斯圍城戰，這場攻城城規模相當大，雙方互有攻防，最後門農和歐戎托巴提斯眼看守不下去放火燒了城市，主動從海路撤離，使亞歷山大僅拿到一座殘破的城市而已。亞歷山大讓當地海卡托諾斯家族的阿妲擔任他自己的卡里亞總督，並認阿妲為乾媽。
拿下哈利卡那索斯之後，亞歷山大轉而進攻呂基亞和龐非利亞，之後因為從龐非利亞沿海開始已沒有主要海港後，亞歷山大斷定他已經控制可能成為波斯海軍基地的各個沿海城市，把目標轉向小亞細亞內陸。亞歷山大開始征討皮西迪亞，但在特梅索斯（Termessos），他判斷圍攻這座易守難攻的城市太花時間，放棄攻打。進軍至內陸中部的戈爾迪烏姆（Gordium）並在那裡過冬時，他聽聞當地有個傳說，有神諭說如果有人能解開戈耳狄俄斯牛車上車軛上的繩結，就是未來的「亞細亞霸主」。傳說亞歷山大親眼去見識戈耳狄俄斯之結，傳說他靈機一動，注意到神諭並沒有限定解開的方法，他拔劍往繩結上一砍斬斷了繩結，就這樣解開繩結。

### 黎凡特和敘利亞

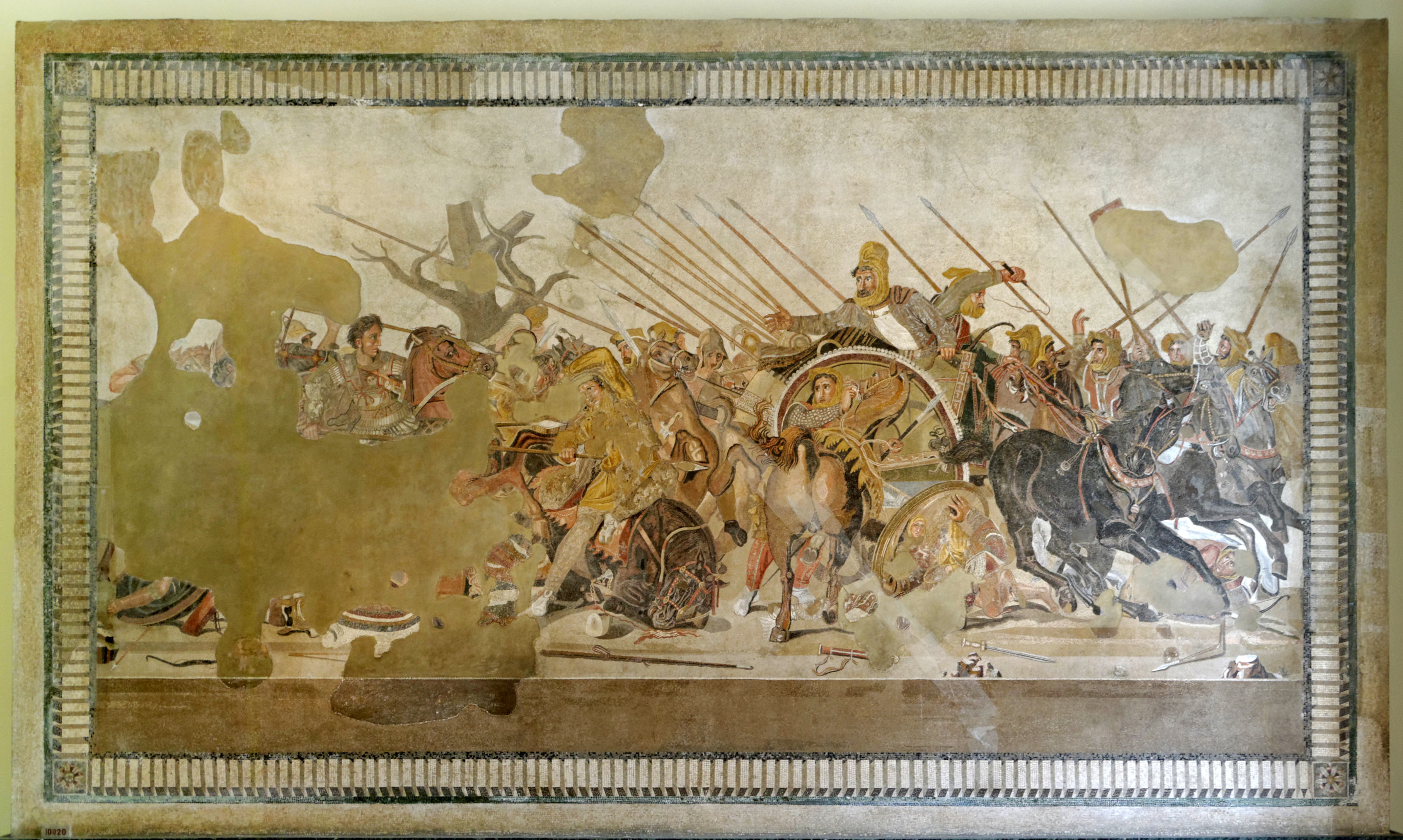
從龐貝農牧神之家挖掘出來的亞歷山大馬賽克，上描繪伊蘇斯戰役場景

前333年春，亞歷山大率領遠征軍從過冬營地開拔，通過托羅斯山脈隘口進入奇里乞亞，這時他生了大病，全軍因此在奇里乞亞停留一陣子。痊癒後他聽聞波斯國王大流士已經聚集一支大軍來到不遠處的敘利亞，亞歷山大便朝大流士的方向進軍，半途中他接到報告，說大流士迂迴至他後方切斷他的後路，亞歷山大連忙折回，雙方在伊蘇斯戰役展開決戰。儘管波斯兵力上的占盡優勢，但波斯步兵素質的低劣斷送了整場戰事，讓亞歷山大成功領導夥友騎兵突破波斯左翼陣列。更重要的是，大流士三世在戰爭末段棄甲逃離戰場，不僅讓他的軍隊崩壞，連母親西緒甘碧絲、妻子和孩子都被亞歷山大俘虜，亞歷山大擄得波斯軍龐大的軍資。大流士戰後向亞歷山大求和，願割讓領土交換和平以及贖回親屬，但這些都被亞歷山大回絕，並自認現在他是亞細亞霸主，要求大流士向他臣服。
伊蘇斯的大勝使敘利亞和黎凡特各城市很快地向亞歷山大投降，然而腓尼基泰爾市民他們想兩頭下注，不願意倒向亞歷山大，這讓亞歷山大相當惱火，於是率領馬其頓軍隊圍攻泰爾。但因泰爾城坐落於小島上，城牆緊鄰海邊的關係，使遠征軍無法以正規方法攻下這座城市，這場泰爾圍城戰歷經七個月之久，終究淪陷。破城後，亞歷山大縱放士兵們的怨氣，屠城，並把倖存的30,000名泰爾市民貶為奴隸。
在圍城戰期间，波斯国王大流士再一次提出和平协议，這次他願把半个波斯帝国割让给亚历山大，還願把女兒嫁給他。亚历山大的老將帕曼纽认为这个條件很好，说如果我是亚历山大，就会同意这些条件，停止战争。但亚历山大回答：「如果我是帕曼纽，我当然会这么办。」並對波斯來使說，他不要錢財或獲得波斯國土的一部分而非全部，因為這些遲早都會是他的，至於聯姻，不管大流士三世願不願意，他都可以娶，因為大流士的女兒現在在他手裡。
泰爾圍城戰之後，往埃及沿途上的城鎮都很快向亞歷山大投降，他沿著海岸線往埃及的門戶加薩前進。加薩的波斯宦官兼指揮官巴提斯雇了一支阿拉伯傭兵，準備要依靠加薩牢固的城牆堅守。圍城戰中，加薩城因為座落在高崗上，馬其頓軍的投石機無法利用平射的石彈來轟擊城牆，於是亞歷山大命人在較易攻破的南段城外堆了一道土岡，來利於投石機攻擊。歷經對城內發動突擊失敗三次後，在第四次攻擊下加薩城陷落，如同泰爾城的下場，加薩也遭到洗劫，居民被賣為奴隸。至此在往埃及道路上已經沒有敵人的軍隊阻礙亞歷山大了。
多數古代歷史學家如阿里安都提到亞歷山大結束加薩戰役後，直接奔往埃及。但羅馬帝國時期的猶太歷史學家弗拉維奧·約瑟夫斯記載亞歷山大攻破加薩後，折返往耶路撒冷前進，在耶路撒冷聖殿向上帝獻祭，對猶太人相當優待。儘管現代學者多認為約瑟夫斯有誤，認為就算亞歷山大真的來過耶路撒冷，也不是在這個時候。

### 埃及

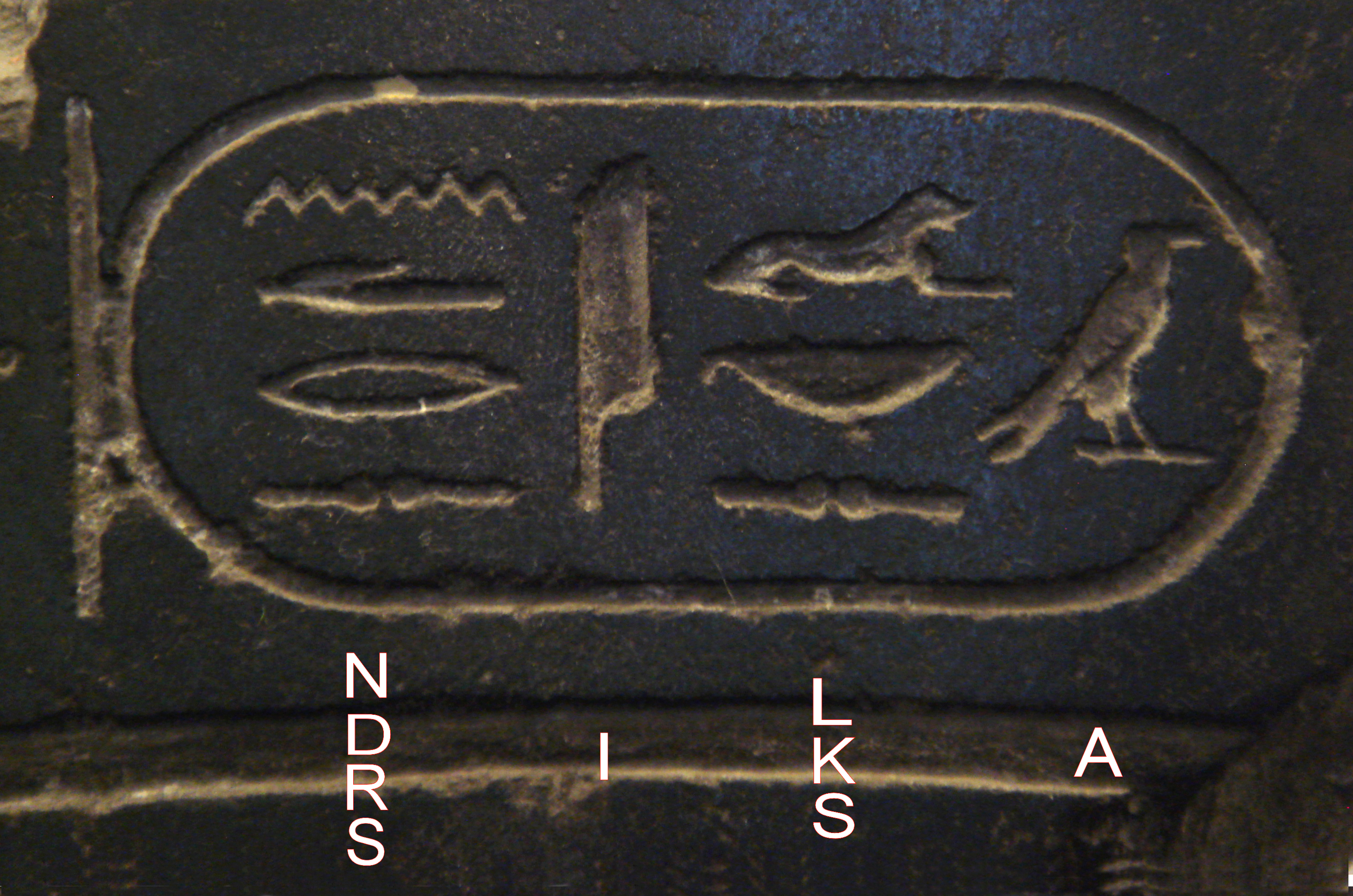
前330年，以埃及聖書體拼出亞歷山大的名字，從右往左書寫，今收藏於羅浮宮。

因為大流士三世在之前曾徵調埃及總督和他的波斯駐軍前來伊蘇斯戰役參戰，隨著波斯軍大敗以及埃及總督戰死，加上波斯在埃及剩餘的力量戰後又被本土的埃及人擊敗，因此當亞歷山大來到埃及後毫無阻礙，埃及人視亞歷山大為他們的解放者，受到他們熱烈歡迎，並被視為埃及法老。亞歷山大決定在埃及海岸進尼羅河口處興建一座城市，以自己的名字名為亞歷山卓，這座城市後來發展成與羅馬城、安條克城、塞琉西亞相媲美的大城市，也是之後托勒密王國的首都。
安頓好埃及事務後，亞歷山大決定前去埃及西方沙漠錫瓦綠洲的阿蒙神廟求神逾，在那裡他被承認是宙斯-阿蒙之子，而往後他遠征東方時時常向阿蒙神獻祭。宙斯-阿蒙的形象是宙斯頭上有公牛角，而在亞歷山大去世後，頭長公牛角的亞歷山大即是描繪他神性的象徵。

### 兩河流域
前331年亞歷山大率軍離開埃及，並朝東方美索不達米亞的方向進軍，而波斯國王大流士三世此時聚集了一支比伊蘇斯戰役時規模更龐大的軍隊等著亞歷山大前來，雙方在高加米拉戰役開始了亞歷山大最著名的戰役。這場戰役大流士在這次戰役的一些條件比伊蘇斯戰役時更有利，他的軍隊又更龐大，數目上比馬其頓軍多了更多，戰場又由他選定且經過特別整理，使他的調度可以不受限制，大流士還準備大量的刀輪戰車要來對付馬其頓的步兵方陣。戰役中，人數眾多的波斯軍成功迫使馬其頓軍左翼陷入苦戰，在馬其頓中央方陣甚至一度被波斯軍突破，有支波斯騎兵甚至殺入馬其頓後方的大營內企圖解救大流士家眷。但還是無法在短時間內就擊敗馬其頓軍，而訓練有序的馬其頓士兵們也讓大流士的戰車戰術無法起到作用，這讓亞歷山大大帝贏得足夠的時間，藉由巧妙的調度誘使波斯軍中央和左翼自己暴露出個缺口，亞歷山大把握戰機率領夥友騎兵一舉朝著這個缺口衝鋒，在此決定性打擊下，亞歷山大所率領的部隊一路殺到大流士所在的位置前，大流士備感威脅，再度怯懦倉皇逃跑，拋棄他的軍隊率先保命去了。主帥過早逃亡使他的龐大軍隊隨即土崩瓦解。那一天上萬的波斯軍士兵戰死，更多遭到俘虜，這場戰役標誌著波斯帝國的覆滅。
戰後，巴比倫尼亞各城市向亞歷山大投降，其中包含最大的城市巴比倫城。而大流士則逃往更東方米底亞的埃克巴坦那召集敗兵，並且希望能再度組建一支新的軍隊。

### 波斯

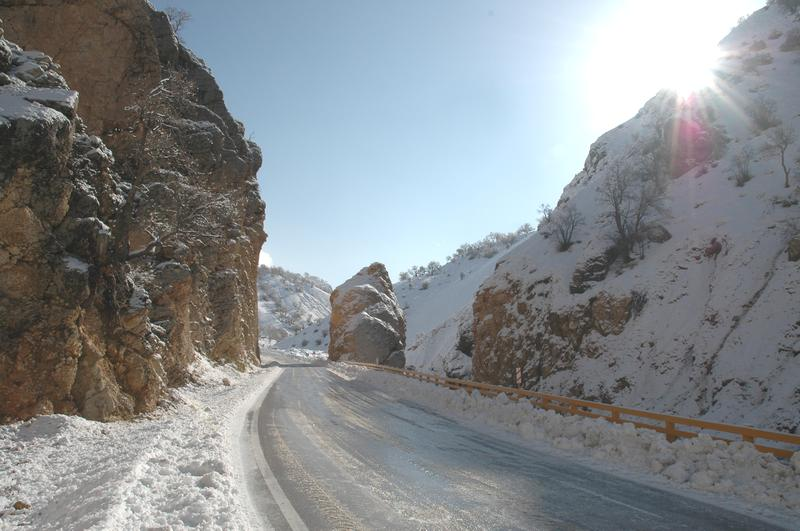
波斯門，公路建於1990年代。

從巴比倫出發，亞歷山大接著朝阿契美尼德王朝另一個首都蘇薩進軍，並奪取該地的財寶。隨後他派帕曼紐率領一半的軍隊沿著波斯御道朝波斯帝國禮儀上的首都波斯波利斯前進，自己則率領另一半軍隊經札格羅斯山區波斯門分頭前去波斯波利斯。然而波斯門此時已被波斯將軍阿爾塔巴左斯領軍封鎖，迫使亞歷山大強行突破關口，搶先在波斯波利斯的波斯駐軍掠奪當地財庫前先到達該城。
進入波斯波利斯後，亞歷山大允許他的軍隊大肆掠奪該城數天，自己把則把薛西斯一世的王宮東部放火給燒了，這大火後來擴散到其他城區，放火的理由可能是酒醉後誤事，或是蓄意為薛西斯在希波戰爭曾燒了雅典衛城之事報仇，事後亞歷山大相當後悔自己的燒了波斯波利斯。他在波斯本土那裡待了4個月。
普魯塔克記載了一段亞歷山大停留此地的軼聞，描述他在皇宮見到一座傾倒的薛西斯一世雕像，好像雕像是活人般亞歷山大自言自語向他說話。
|                                           | 你在過去曾侵略過希臘，我就在此讓你躺在這裡不理不睬呢?還是心儀你的慷慨和其他的德行，要把你重新豎立起來呢? |
| ——普魯塔克 《希臘羅馬名人傳：亞歷山大傳》 | |

### 波斯帝國毀滅和中亞

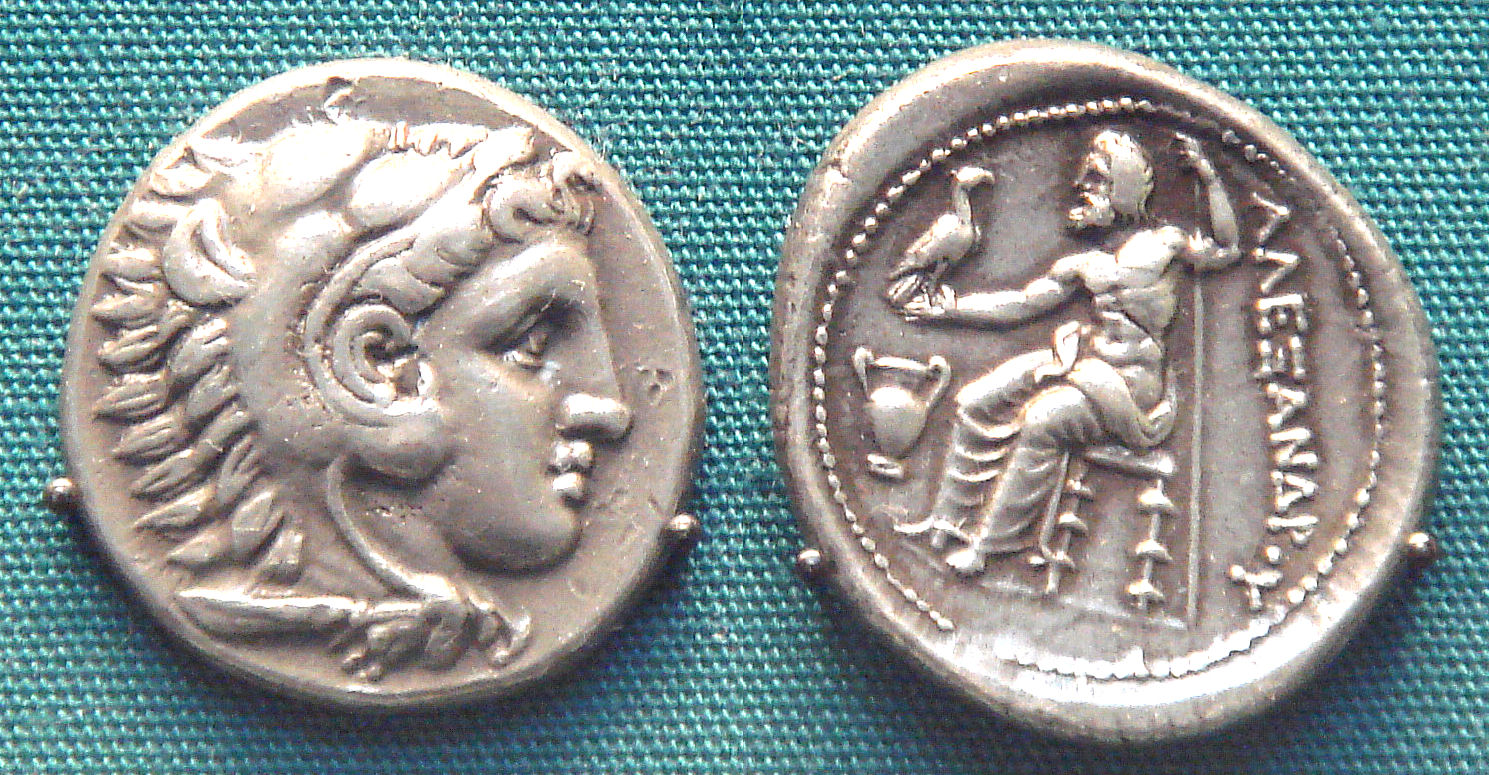
亞歷山大大帝的銀幣，正面是亞歷山大頭戴獅皮，裝扮成海格力士的樣子，今收藏於大英博物館.

亞歷山大開始追捕大流士，首先來到米底亞，接著往帕提亞前去。威望盡失的波斯國王最後連自己的命運也無法掌握，被自己的巴克特里亞總督貝蘇斯囚禁。貝蘇斯趁著亞歷山大的追兵接近，讓人刺死大流士，意圖顯示大流士死於亞歷山大手中，之後宣稱自己是新的波斯國王，自命為阿爾塔薛西斯五世。而後貝蘇斯退入中亞，向亞歷山大發起游擊戰術。亞歷山大隆重為大流士舉辦王室葬禮，葬於波斯皇家墓園之中。他宣稱大流士臨死前指定他為波斯王位繼承者，並要為大流士之死向貝蘇斯報仇。波斯阿契美尼德王朝終結於大流士三世之死。
亞歷山大視貝蘇斯為僭位者，開始討伐他。這次征討原本是對付貝蘇斯，後來演變成中亞的征服行動，不僅征服巴克特里亞，還征服索格底亞那。為了鎮壓當地民族，亞歷山大在中亞建立一連串希臘城市，皆命名為亞歷山卓，其中包含今日的阿富汗的坎大哈、絕域亞歷山卓等等。這次征戰遍及帕提亞、阿利亞、德蘭吉亞那（Drangiana）、阿拉霍西亞、巴克特里亞、索格底亞那等地。
其中，貝蘇斯的索格底亞那總督斯皮塔米尼斯於前329年反叛貝蘇斯，他把貝蘇斯交給亞歷山大的夥友托勒密，隨後貝蘇斯就被以叛國的名義處死。之後，當亞歷山大在查可薩提河畔（Jaxartes），即今日錫爾河處理進犯的遊牧民族軍隊時，斯皮塔米尼斯於索格底亞那反叛，亞歷山大他親自在查可薩提河戰役擊敗斯基泰人後，回軍擊敗斯皮塔米尼斯。戰後斯皮塔米尼斯方的軍士為了向亞歷山大求和，反叛並殺了斯皮塔米尼斯。

### 波斯禮儀和反叛陰謀

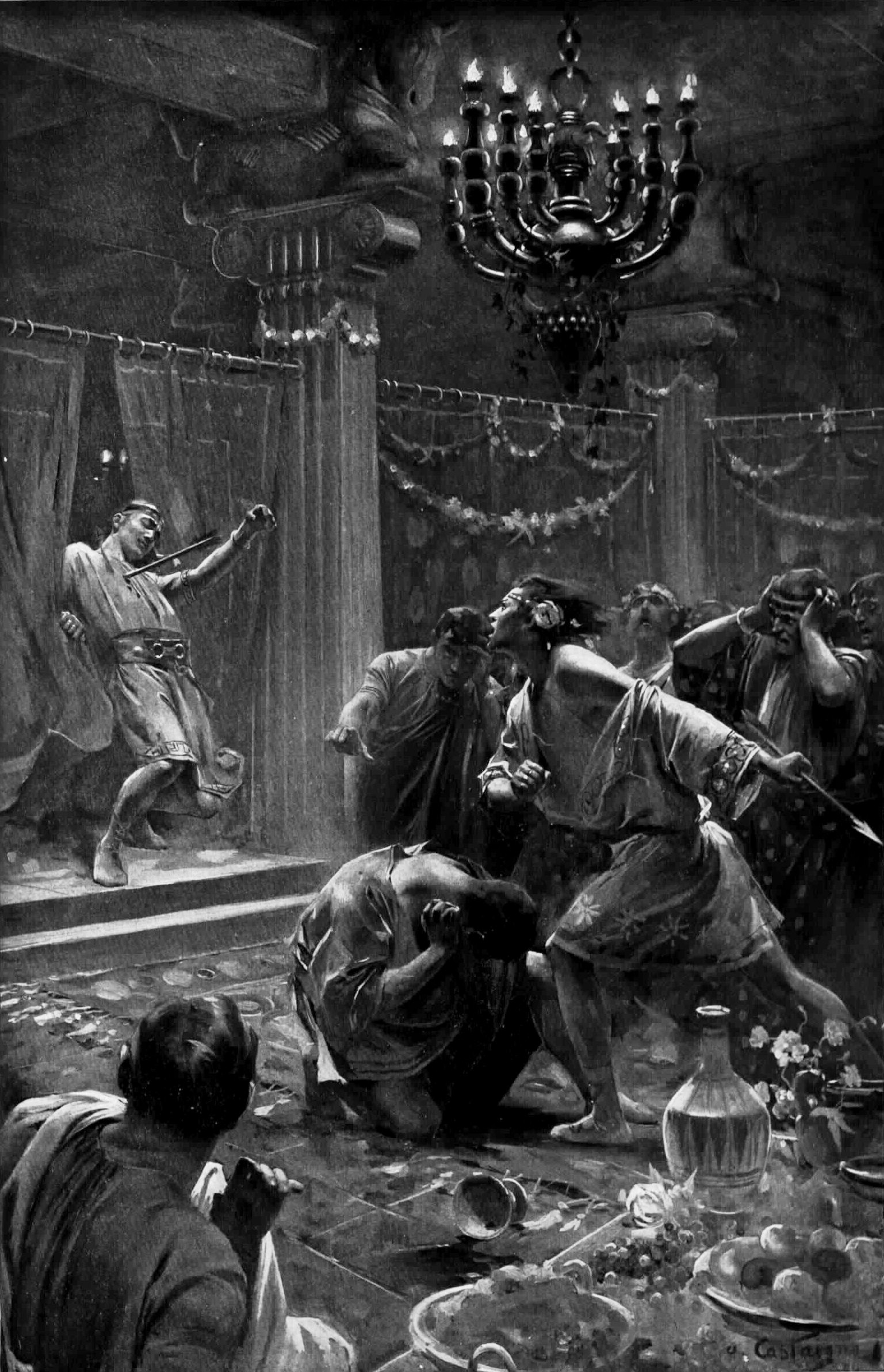
克利圖斯被殺，安德烈·卡斯泰涅（André Castaigne）所繪

在中亞這段時期，亞歷山大在他的宮廷中採納一些波斯服裝和波斯禮儀，其中最著名的禮儀是服從禮（proskynesis）。服從禮從象徵性地親吻手，到最隆重的向國王匍匐在地施禮，波斯人以此禮來顯示國王尊貴的社會地位。傳統上希臘人僅向神明才會用此禮儀，因此馬其頓人和希臘人他們認為亞歷山大是要把自己提高地位等同神祉，並以此要他們向他施禮。這使亞歷山大的馬其頓和希臘臣民相當反感，最後亞歷山大放棄讓他的馬其頓臣民對他施行服從禮。
期間也透漏有陰謀威脅他的性命。他的重要將領菲羅塔斯，也是遠征軍第二號人物帕曼紐之子，菲羅塔斯被影射涉入一場對亞歷山大的陰謀，而被處死。菲羅塔斯之處死，迫使亞歷山大要在短時間處置遠在後方鎮守埃克巴坦那的寶庫帕曼紐，亞歷山大派人命帕曼紐副官殺了這位老臣來消除報復的可能性。此外，還有一次亞歷山大在撒馬爾罕酒宴中，曾經於格拉尼庫斯河戰役中救了他的性命的克利圖斯大聲斥責亞歷山大數個錯誤，其中最重要的是他指責亞歷山大忘了馬其頓人的傳統，而去喜好腐敗的東方生活風格，喝醉的亞歷山大在大怒下失手殺了克利圖斯。
過了不久，在中亞行動時第二次對國王不利的陰謀再一次被揭發，這一次是他的王室僕從主使，其中他的官方史官卡利斯提尼被懷疑涉入這場陰謀，儘管卡利斯提尼罪嫌不足，但因卡利斯提尼曾反對亞歷山大引入服從禮，失去亞歷山大寵信的他下獄後不久隨即去世。

### 亞歷山大不在的馬其頓
當初亞歷山大離開馬其頓遠征波斯時，他留下熟練政事和軍事的老臣安提帕特擔任馬其頓的攝政。先前亞歷山大因為屠城底比斯的緣故，使他離開歐洲後其它希臘城邦相對安份，然而斯巴達卻蠢蠢欲動。斯巴達在配合波斯小亞細亞統帥門農的誘導下意圖謀反，前331年斯巴達國王亞基斯三世舉兵反抗馬其頓並試圖建立一個反馬其頓陣營，安提帕特迅速帶兵南下希臘，在梅格洛玻利斯戰役壓倒性兵力的擊潰斯巴達軍。戰勝後安提帕特希望訴諸於科林斯同盟的名義懲處斯巴達，但亞歷山大選擇寬恕他們。另外，安提帕特和亞歷山大的母后奧林匹亞絲相處很不愉快，他們雙方經常寫信給亞歷山大抱怨對方。
整體而言，亞歷山大離開歐洲去征討的這段期間，希臘享受一段和平且繁榮的日子。亞歷山大把他大量從東方掠奪得到的財富送回希臘和馬其頓，刺激了當地經濟，同時亞歷山大發行大量的貨幣也鼓動帝國的商業以及貿易。然而，亞歷山大持續向馬其頓本土要求援軍，使馬其頓本土人力日漸衰竭，尤其是後來的繼業者戰爭及移民東方，更使馬其頓本土人力耗盡，最後導致高盧人南侵肆虐馬其頓本土，直到羅馬人前來之時馬其頓都沒恢復之前的元氣，最終導致馬其頓安提柯王國滅亡於羅馬。

## 入侵印度

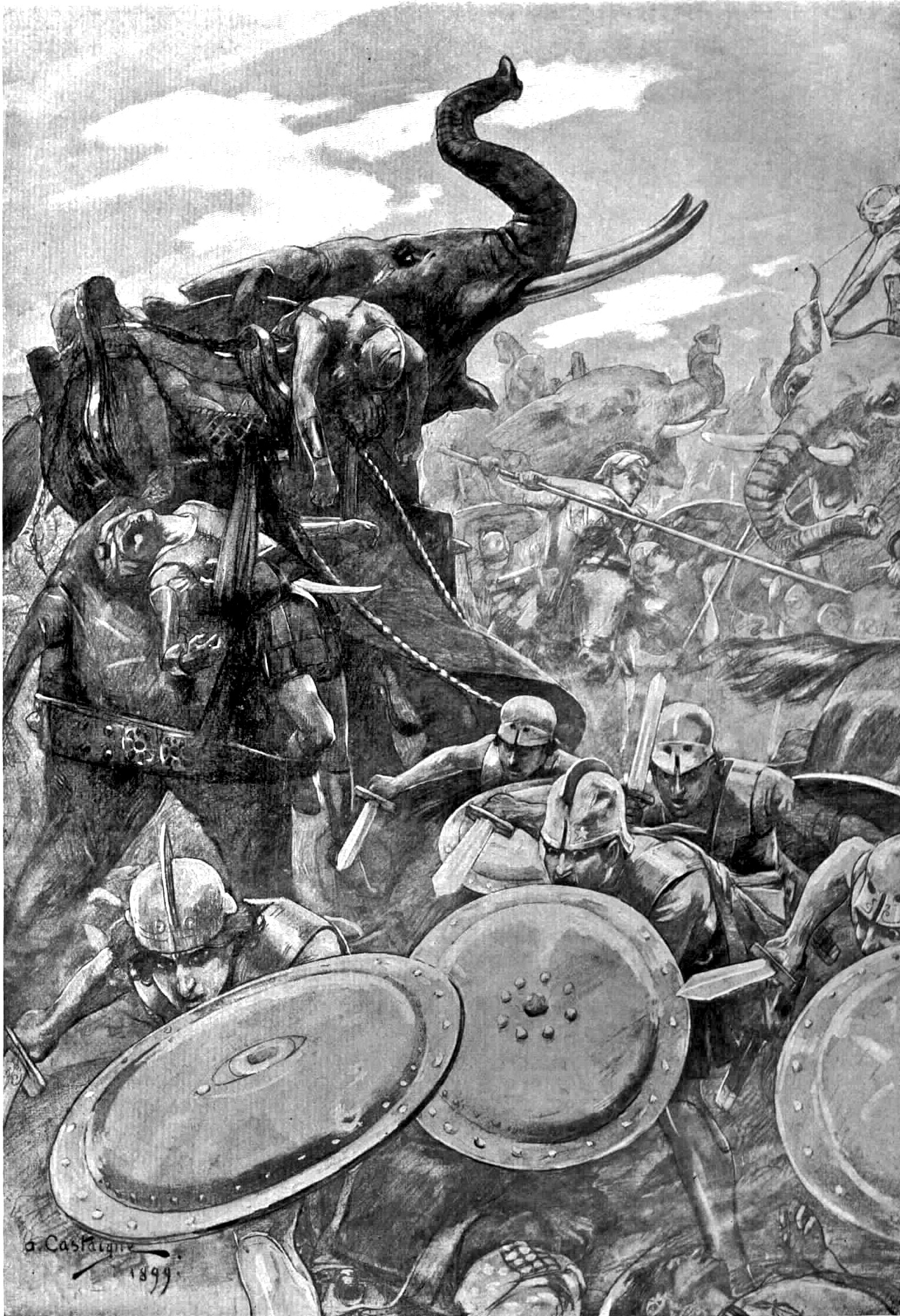
描繪希達斯皮斯河戰役的場景，安德烈·卡斯泰涅（André Castaigne）所繪

### 侵略印度河流域
在斯皮塔米尼斯死後以及他與巴克特里亞貴族之女羅克珊娜結婚之後，認為已經鞏固中亞的統治，開始把目光轉向印度次大陸。他要求原本臣屬於波斯帝國統治下的健馱邏地區印度各首領來覲見他並向他臣服，此舉卻只有塔克西拉的國王塔克西萊斯回應。其他印度山地部族如阿斯帕西亞（Aspasioi）和堪波佳斯（Kambojas）地區的阿薩西尼亞人（Assakenoi）拒絕臣屬。當亞歷山大往印度方向進軍時，塔克西萊斯匆忙的來向他晉見，他的王國位於今日巴基斯坦從印度河到傑赫勒姆河之間，他除了呈上許多禮物外，還把自己的軍隊納入亞歷山大遠征軍的附屬部隊中。亞歷山大大帝不僅讓他繼續保持國王頭銜、領土、他送的禮物，還送他一個衣櫃的波斯禮服，以及金、銀飾品、30匹良馬、1000塔蘭同重的黃金。
前327/326年冬季，亞歷山大讓他的大軍分成兩個部分，其中一部分由佩爾狄卡斯和赫費斯提翁率領，在塔克西萊斯的協助下先行準備建造橫渡印度河的橋樑和備妥全部遠征軍所需要的各式軍需品。亞歷山大親自率剩下一半軍隊征討庫納河河谷的阿斯帕西亞人、潘吉克拉河河谷的古拉亞人（Guraeans）、斯瓦特河河谷和布內爾河谷的阿薩西尼亞人。其中，在一場與阿斯帕西亞人的激鬥之中，亞歷山大遭到標槍刺傷肩膀，最後此戰阿斯帕西亞人終究敗北。隨後亞歷山大轉戰阿薩西尼亞人，雙方接連在馬薩伽（Massaga）、歐拉（Ora）、阿爾諾斯（Aornos）發生激烈戰鬥。
最先的馬薩伽圍城戰在短短幾天的血戰後就被攻陷，此役亞歷山大因箭矢傷到腳踝。根據古羅馬歷史學家庫爾蒂烏斯記載，亞歷山大不僅把馬薩伽城居民全都屠殺，還摧毀整個城市建築，夷為平地，歐拉城也遭遇類似的屠城情形。在馬薩伽和歐拉遭到攻陷之後，阿薩西尼亞人逃向山區，逃往阿爾諾斯山上堅守，亞歷山大緊隨追擊，並在激戰四天後攻陷這座戰略要地，征服阿薩西尼亞。完成後，亞歷山大率軍與赫費斯提翁合軍，渡過印度河並在塔克西拉接受國王塔克西萊斯的款待。

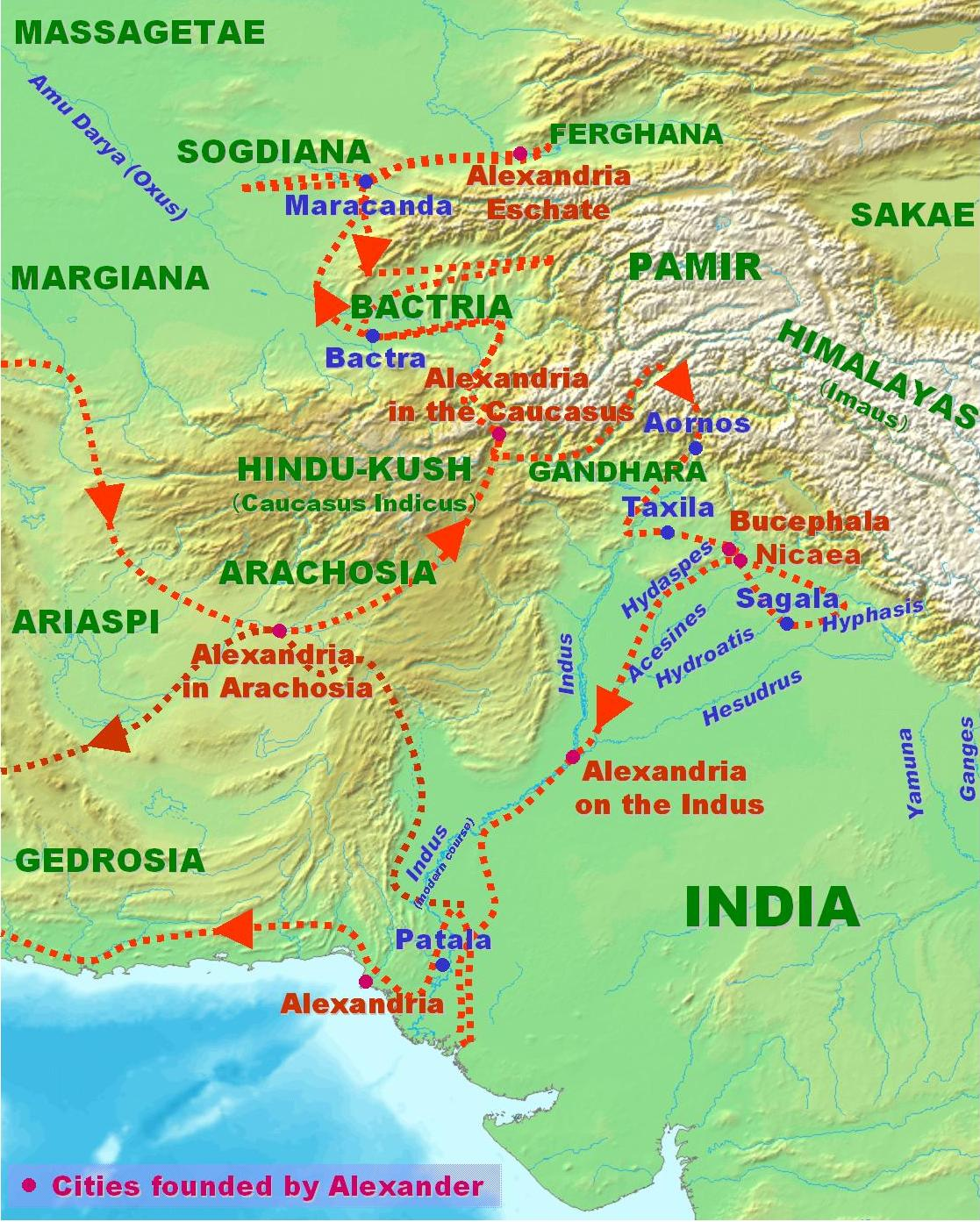
入侵印度之戰的戰區與路線圖

### 希達斯皮斯河戰役
接著亞歷山大帶著塔克西萊斯的援軍繼續進軍進攻國王波羅斯的王國，波羅斯的領土大致在旁遮普地區，前326年雙方進行了一場大型會戰希達斯皮斯河戰役。這是亞歷山大首次面臨一支擁有龐大戰象的印度軍隊，透過巧妙的渡河策略和戰術，亞歷山大最後以勝利坐收，波羅斯戰敗被俘。
此戰亞歷山大敬佩波羅斯戰場上的勇氣，不僅釋放波羅斯還繼續讓他保有自己的王國，收為屬國，甚至亞歷山大還把其他鄰近地區交給波羅斯管理。亞歷山大多是以此模式來選擇當地貴族來幫助自己統治，如先前的塔克西萊斯，希達斯皮斯河戰後亞歷山大安排波羅斯和塔克西萊斯這兩位宿敵和解，並因之前塔克西萊斯熱情的向亞歷山大表示臣服，以及協助準備遠征軍進軍所需物資以及船隻，亞歷山大不僅讓塔克西萊斯統治原有的王國，還讓他統治希達斯皮斯河和印度河之間的地區。甚至在亞歷山大安排的總督腓力死後，亞歷山大讓塔克西萊斯接管腓力部分轄區，前323年亞歷山大去世之後，塔克西萊斯的領地在特里帕拉迪蘇斯分封協議得到持續認可。
希達斯皮斯河戰後亞歷山大在希達斯皮斯河兩岸建造兩座城市，分別命名為布西發拉斯和尼西亞，其中布西發拉斯是為了紀念他的愛馬布西發拉斯而命名的，牠大約死於這段時期。尼西亞則是戰場大致位置，名字意味著希臘語的「勝利」，位置約是今日巴基斯坦的小鎮蒙（Mong）。

### 軍隊抗命
在波羅斯王國更東邊，位於恆河中下流域的是摩揭陀難陀王朝，再往東是今日孟加拉一帶的高達拉達王國（Gangaridai）。經過多年的長途遠征精力疲憊，亞歷山大的馬其頓士兵們又聽聞這些國家的軍隊數量都強於波羅斯，他們不願意繼續向東進軍，當軍隊進軍至比亞斯河時他們向亞歷山大表達拒絕再向東方進軍，使得這條河成為亞歷山大征服地最東方的地界。
最後這場與波羅斯的戰鬥，馬其頓人的勇氣受到打擊，不敢再深入印度的國土。對方在戰場上只運用20,000步卒和2,000騎兵就使他們費盡九牛二虎之力才將敵軍擊退。當亞歷山大下定決心要渡過恆河的時候，他們全都堅決反對，因為他們聽說那條河有4.2公里寬、182公尺深，對岸佈滿數不清的戰士、騎兵和戰象。他們還聽說那裡的高達拉達國王和普里西（Praesii）國王正率領80,000名騎兵、200,000名步兵、8,000輛戰車和6,000頭戰象等著他們自投羅網。——普魯塔克,《希臘羅馬名人傳：亞歷山大傳》
事件爆發後亞歷山大試圖勸說他的士兵繼續向東前進，但他的將軍科那斯也勸他改變主意回頭，他向亞歷山大說「士兵們太久沒見自己的父母、妻子、孩子們以及他們的故鄉了」。亞歷山大最後同意士兵的們請求，開始往南沿著印度河進軍，準備返回。沿路他的軍隊征服馬利亞人（Malhi），即今日的木爾坦一帶，以及其他印度部族。在進攻馬利亞人的城市時亞歷山大遭受到重傷，傷癒後他繼續朝印度河出海口的方向進軍。
亞歷山大把他的大軍分成三個部分，命將軍克拉特魯斯率領大部分的軍隊途經卡曼尼亞返回波斯，命尼阿卡斯率領艦隊沿著波斯灣海岸走海路返回，並探查沿海情形，自己則率領剩下的部隊沿著格德羅西亞沙漠、莫克蘭走最艱苦的路徑返回波斯。亞歷山大經歷很大痛苦橫渡沙漠，於前324年返回波斯。

## 最後幾年

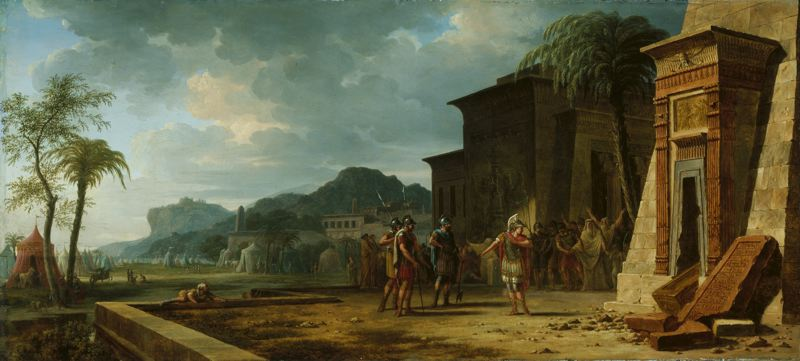
亞歷山大大帝站於被洗劫的居魯士陵墓前

亞歷山大發覺不少他的總督和地方軍事長官趁著自己遠征印度時胡作非為，他在前往蘇薩的沿路上處死數個官員殺雞儆猴
。在他返回波斯時，亞歷山大也發現帕薩爾加德居魯士大帝的陵墓遭到洗劫，他迅速命令他的建築師阿里斯托布魯斯把陵墓修回原狀，還把陵墓的守衛嚴加審問試圖抓住盜墓的匪徒。亞歷山大相當欣賞居魯士，他幼年時讀過色諾芬所著的《居鲁士的教育》，提到居魯士在戰場上的英勇事蹟以及當上國王後的統治風格和立法情形。
在蘇薩，亞歷山大為自己帝國的未來畫下藍圖，為了企圖融合馬其頓人和波斯人等東方民族，他於當地舉辦一場大型聯合婚禮，不僅讓他的馬其頓、希臘高級官員與波斯等其他東方貴族之女結婚，也為馬其頓士兵與東方民族的婦女結婚，自己更是帶頭與波斯大流士三世之女斯妲特拉二世、波斯王室的帕瑞薩娣絲二世成婚。然而，對於一些馬其頓貴族而言，他們並不是真心願與波斯貴族之女成親而是受命，在亞歷山大死後許多人拋棄東方的妻子。之後率兵往巴比倫前進。
亚历山大大帝得到了波斯阿契美尼德帝國一名波斯太監為男寵巴哥亞斯，巴哥亞斯是末代波斯王大流士三世的太監，羅馬帝國歷史學家昆圖斯將其描述為“一位美麗異常、青春正盛的太監，大流士與他關係密切，後來亞歷山大也與他關係密切。”根據普魯塔克記載，巴哥亞斯在馬其頓軍隊穿越格德羅西亞沙漠後在軍營中贏得了舞蹈比賽。巴戈阿斯深受馬其頓軍隊的歡迎，他們要求國王亞歷山大親吻巴哥亞斯，亞歷山大照做了。

### 俄庇斯暴動
當軍隊來到俄庇斯，亞歷山大為了感謝馬其頓士兵們多年的辛勞，他免除士兵們積欠的債務，他還宣布，許諾給與馬其頓老兵龐大的財物且光榮地送他們衣錦還鄉。然而，返鄉這一措施引起馬其頓人的誤會，認為亞歷山大一味親近東方人而準備將曾經與他出身入死的馬其頓士兵解散遣返，他們原本就對亞歷山大的親東方政策和模仿東方風俗、禮儀很反感。馬其頓人當場在全軍的集會中群起向亞歷山大抗議，並嘲笑亞歷山大崇拜古埃及神祇阿蒙的行為。亞歷山大當場命衛兵把帶頭者抓去處死，震驚全場，他隨後向全軍發表演說，他細數從父親腓力二世起至他自己對馬其頓人的貢獻和功業，還強調他多次不畏危險與大夥帶頭衝鋒，得到的戰利品也多把財寶給予馬其頓人，最後他嘲諷馬其頓人，說你們返回家鄉後可以光榮地說自己安全回來了卻把國王丟棄了。儘管如此，馬其頓人聽完並不完全釋懷。
氣憤遭到自己人拋棄的亞歷山大，他在三天內把自己關起來拒絕見客，隨後他賭氣地命波斯貴族接管一些事務，並組建由東方民族所構築的軍事單位，並且依照馬其頓方式為這些新編單位命名。很快地馬其頓人回心轉意，他們向亞歷山大請求寬恕，而亞歷山大也同意了，並舉辦大型宴會與馬其頓人和解，後來亞歷山大命他最有聲望的將軍克拉特魯斯帶領馬其頓老兵返鄉。

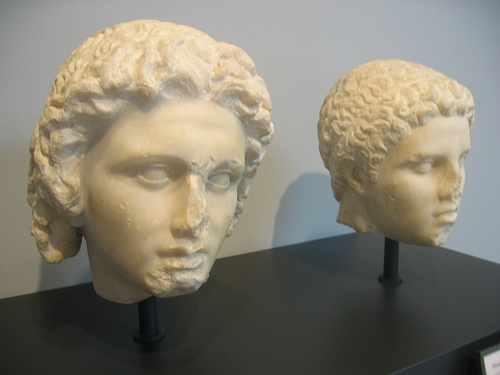
亞歷山大大帝,（左）,赫費斯提翁,（右）

### 赫費斯提翁病逝
之後，亞歷山大前往米底亞的埃克巴坦那去接收大量的波斯財寶，在那裡他最親近的摯友赫費斯提翁突然得了急病病逝，對此亞歷山大非常傷心，他悲慟三天不吃一點東西，甚至還悲憤到把赫費斯提翁的醫生處死，甚至還有許多反常的行為。最後亞歷山大在巴比倫建造造價高昂的火葬台，為赫費斯提翁舉辦隆重的大型喪禮，以資紀念。之後亞歷山大讓赫費斯提翁的部隊保留他的名號，表示紀念。
當亞歷山大逐漸從悲傷中走了出來，回到巴比倫的他開始計畫新的遠征行動，他把矛頭指向尚未征服的阿拉伯半島。然而，就在遠征前夕他的健康忽然惡化。

## 亞歷山大之死

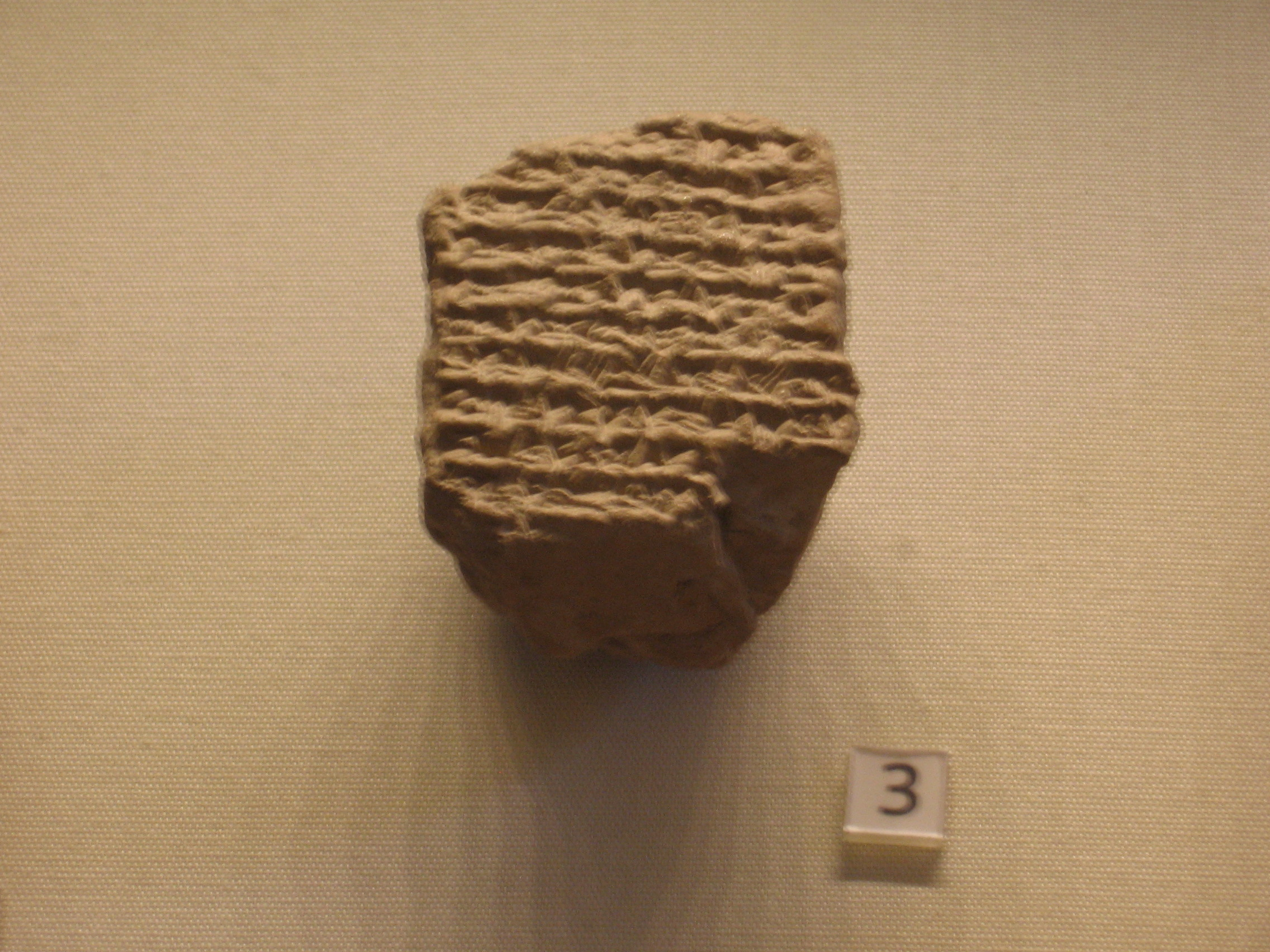
一塊巴比倫天文日誌楔形文字泥板上，記載著亞歷山大大帝之死，今收藏於倫敦的大英博物館。

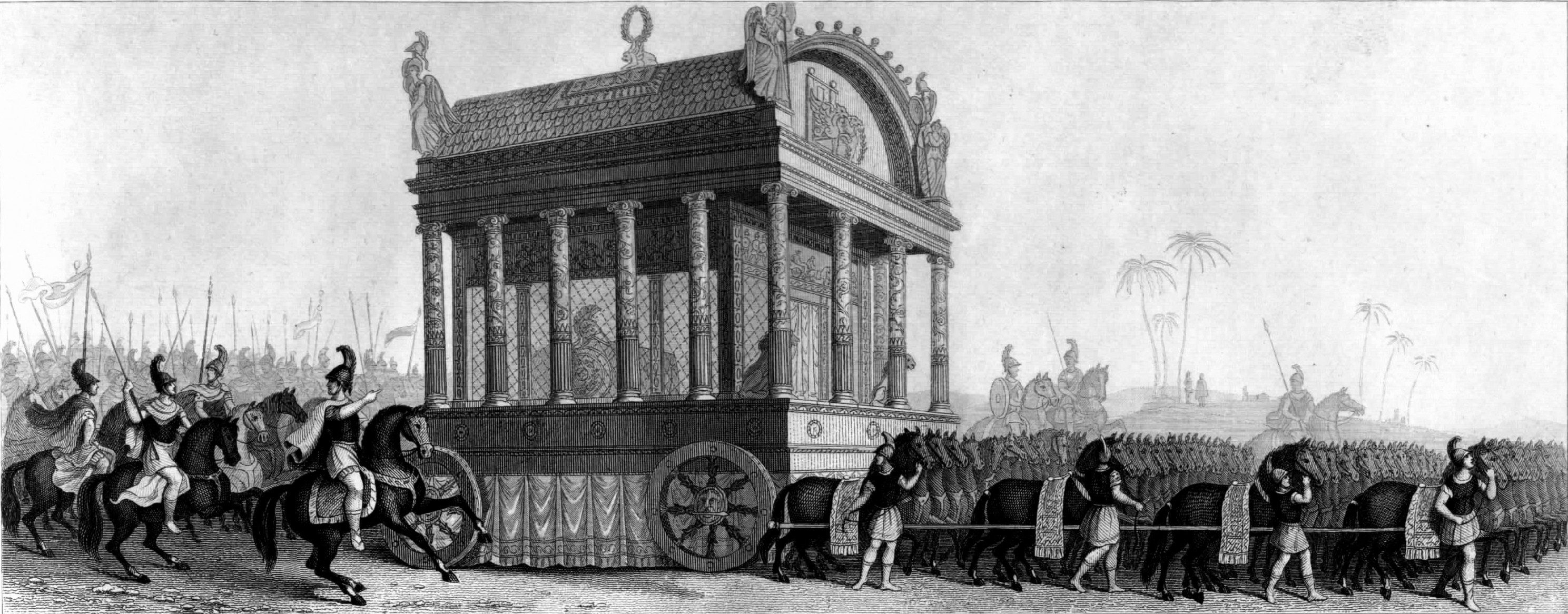
19世紀描繪亞歷山大的靈車隊伍，主要依據西西里的狄奧多羅斯的記載。

前323年6月10或11日，亞歷山大逝世於巴比倫城尼布甲尼撒二世的王宮之內，年僅32歲。關於他死前前幾日的活動，史書上有些些許不同，普魯塔克記載約在去世14天前他與艦隊司令尼阿卡斯和一同飲酒狂歡，接者整個晚上至第二天整天又與邁迪亞斯喝個痛快，接著亞歷山大發了熱病，病情最後相當惡化，在這段期間內馬其頓士兵們很擔心且焦慮他的健康狀況，還傳出亞歷山大已死的謠言。在士兵鼓譟後，在亞歷山大去世前幾日他們被允許可以探望國王。當士兵們排成一排魚貫從亞歷山大病榻走過，此時亞歷山大已經病到無法言語 ，只能點頭示意，向士兵們表達歡迎。阿里安記載的類同普魯塔克，他們都引用《王宮日誌》的記載。另外，狄奧多羅斯則是記載另一種不同版本，說亞歷山大在紀念海克力斯的祭典中用大杯子喝了太多未稀釋的酒，突然產生劇痛而發出慘叫，在11日承受痛苦而漸漸衰弱，他並沒有發展成熱病，最後因痛楚過世。然而，普魯塔克特別否認這個的情節是杜撰，非真實。
此外，亞歷山大的早逝也讓不少歷史學家認為他是被馬其頓貴族謀殺. 。數個古代史料如狄奧多羅斯、普魯塔克、查士丁和阿里安他們全都提到有關亞歷山大被毒殺的傳言。查士丁認為亞歷山大是被安提帕特集團的陰謀所毒殺，普魯塔克提到當時沒人想到是毒殺，毒殺的傳言是繼業者戰爭時才透露出來，並且被廣為流傳。狄奧多羅斯提到安提帕特是主謀，他還記載亞歷山大死後他和他兒子卡山德掌握整個馬其頓和希臘本土，使得當時的人畏於權勢而無法記載毒藥的成分。至於阿里安他僅是為求記史全面而寫下這一說法，只是代表他知道還有毒殺的傳言，但他不採信毒殺的說法。傳言這個陰謀是安提帕特所主導，並設計整個事件，他的動機也相當充足，他與亞歷山大母后奧林匹亞絲不合許久，且奧林匹亞絲常寫信給亞歷山大說安提帕特壞話，在事件發生前亞歷山大前命令克拉特魯斯前往馬其頓去取代安提帕特的位子，且亞歷山大曾命安提帕特前來巴比倫，但被他拖延。很可能安提帕特想起帕曼紐和菲羅塔斯之死而心生恐懼，擔心前去巴比倫只有死路一條。根據狄奧多羅斯和阿里安記載，安提帕特設計讓自己兒子伊奧拉斯執行下毒，當時伊奧拉斯就在巴比倫且是亞歷山大的「舉杯人」，負責幫亞歷山大倒酒，毒藥則是卡山德從歐洲送到巴比倫的。另外，這傳言中還提到亞里斯多德是毒藥的製作者，是他向安提帕特提議毒殺亞歷山大。
對於反駁毒殺說的重要論點是，事實上很難有毒藥從毒發到死亡需經歷12天以上，如此長時間才有效的毒藥很可能不存在。然而，在2003年的BBC的紀錄片調查亞歷山大的死因，紐西蘭國家毒物中心的學者里奧·謝普認為，這個毒物是白藜蘆，在古代就被古希臘人所知，很可能就是這毒物摻入酒中毒死亞歷山大。在2014年的學術期刊臨床毒物學上，學者里奧·謝普進一步建議亞歷山大是被摻入白藜蘆的毒酒所殺，且白藜蘆所造成的中毒影響，都符合《亞歷山大大帝傳奇》記敘中亞歷山大之後的症狀。白藜蘆也擁有長時間毒發過程，這使得亞歷山大如果是被毒殺的話，那白藜蘆則是最有可能的毒物之選。除此之外，在2010年時還提出對亞歷山大之毒殺論點另一項可能的解釋，且吻合亞歷山大之死的狀況，認為亞歷山大是喝了從希臘斯堤克斯河的河水而中毒，在今日伯羅奔尼撒的瑪羅內里河，這條河的河水在古希臘時被認為有劇毒，因為河水中的細菌產生危險致命的化合物卡奇霉素，亞歷山大死前的徵狀與卡奇霉素中毒相吻合。
除了毒殺以外，有關亞歷山大病逝的可能病因也有數個可能，其中包含瘧疾和傷寒。在1998年的學術期刊新英格蘭醫學雜誌上，刊登一篇論文關於亞歷山大之死，並歸於他的死因是傷寒併發腸穿孔和癱瘓。近年，另一份分析則是建議病因是化膿性脊椎炎或腦膜炎。其他符合症狀的病因還有急性胰腺炎和西尼羅河病毒。因病而去世的論點中，也多會強調亞歷山大在多年的酗酒和受過多次重傷後，身體的健康狀況逐漸下滑，在最親密好友赫費斯提翁劇逝之後所帶的苦痛，也嚴重影響亞歷山大的健康。

### 死後

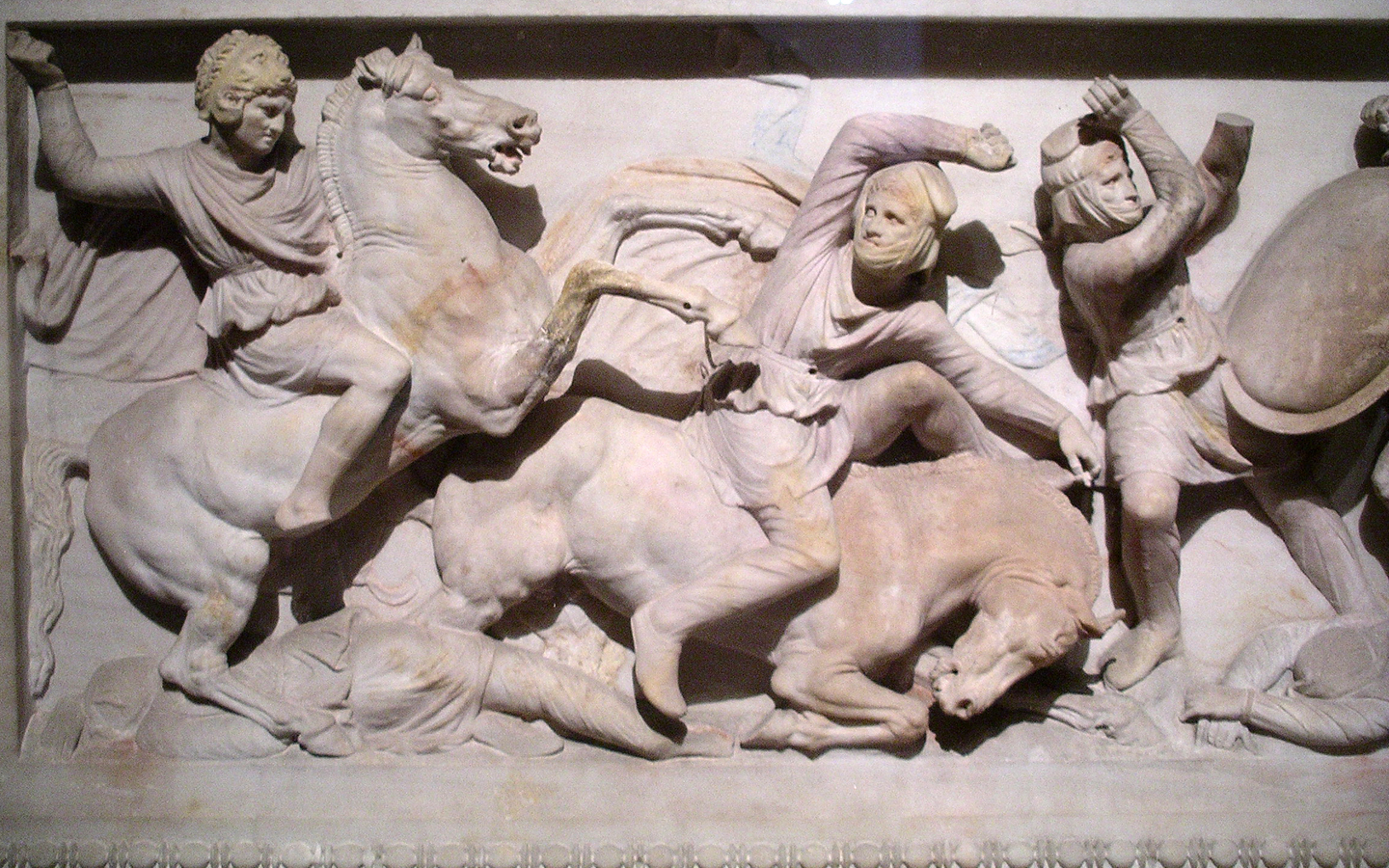
被稱為亞歷山大石棺的雕刻細節

亞歷山大大帝的遺體安放於黃金人形石棺內，填滿著香料和一些防腐藥品，石棺再置入一金棺材中，上面用代表皇家的紫袍包覆著。根據埃里亞努斯記載，當時亞歷山大的預言家亞里斯坦德預言亞歷山大安葬之地將會「人民愉快且永不被征服」，使得亞歷山大的繼業者們對於安葬之處更加吵得不可開交，更有可能繼業者們爭奪遺體是為了這是合法性的象徵，畢竟安葬前一任國王是一種皇家特權。
當亞歷山大的靈車車隊前往馬其頓的路上，埃及的托勒密設計騙取了靈車和遺體，並暫時改放於孟菲斯。他的繼承人托勒密二世把亞歷山大的石棺運到亞歷山卓，並安葬於這座以他命名的城市之中。在托勒密九世之時因為財政困難，把石棺改用玻璃材質，原來的黃金石棺被拿去發行錢幣去了。近年在希臘北部馬其頓境內的安菲波利斯發現一個巨大的陵墓，被稱為卡斯塔古墓，這陵墓建造時間點約在亞歷山大的時代，不禁使人猜想這古墓可能原先設計是亞歷山大的安葬之處，畢竟原先亞歷山大的遺體計畫是葬於馬其頓，雖然更可能是要葬於埃格的皇家墓園之中。
亞歷山大的遺體經過防腐處理，在托勒密埃及時期曾開放過給名人參觀，如龐培、凱撒和奧古斯都都來過亞歷山卓參觀過亞歷山大大帝的遺體，據稱奧古斯都還不小心弄壞亞歷山大的鼻子。羅馬帝國時代羅馬皇帝卡利古拉從亞歷山大的陵墓曾拿走他生前使用過的鎧甲，在公元200年時羅馬皇帝塞普蒂米烏斯·塞維魯封起亞歷山大的陵墓，然而塞維魯的兒子間繼承者卡拉卡拉皇帝時，他相當仰慕亞歷山大，他再度開啟陵墓並參觀過亞歷山大的遺體。之後，有關亞歷山大陵墓的情形就很模糊了。
在西頓所發現，今日收藏於伊斯坦堡考古博物館的亞歷山大石棺，之所以被稱為亞歷山大石棺並不是為了亞歷山大遺體所準備，而是石棺上生動雕刻著亞歷山大和他的夥友們與波斯人作戰和狩獵情節。猜測它原本是西頓國王阿布達洛尼穆斯的，他是亞歷山大在前331年伊蘇斯戰役後所任命的西頓國王。然而，近年的研究猜測這個石棺的主人可能不是阿布達洛尼穆斯，而是比他更早一點去世的人物，如馬扎亞斯。

### 王位繼承之爭和帝國分裂

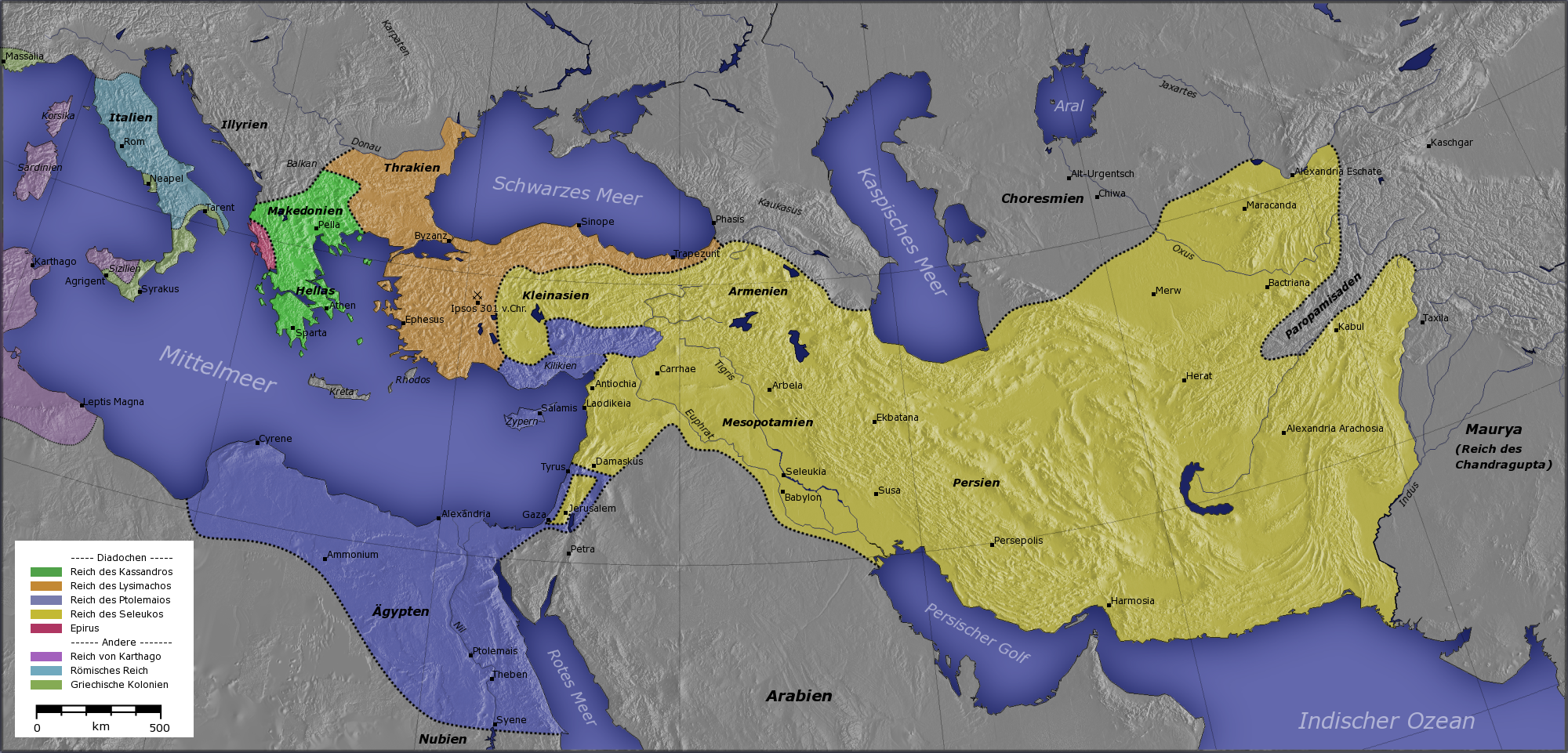
前281年亞歷山大繼業者王國勢力圖
利西馬科斯王國
卡山德王國
塞琉古王國
托勒密王國
其他勢力
伊庇魯斯聯盟
迦太基共和國
羅馬共和國
其他希臘城邦

亞歷山大突然遽逝使得整個龐大帝國失去領導者，加上亞歷山大當時並沒有合法的兒子可繼承，他與王后羅克珊娜的遺腹子亞歷山大四世還未出世，尚不知性別。根據狄奧多羅斯的記載，亞歷山大夥友們在亞歷山大臨死的病床前，詢問他將把王位傳給誰，他僅僅回答：「給最強者（tôi kratistôi）。」
然而，阿里安和普魯塔克所引用的《王宮日誌》都提到亞歷山大臨死前已經無法言語，暗示狄奧多羅斯這個故事是杜撰的。此外，狄奧多羅斯、查士丁和庫爾蒂烏斯都記載了一個頗合理的描述，就是亞歷山大在眾目睽睽下，親手把象徵王權的印戒交給佩爾狄卡斯，佩爾狄卡斯不僅是夥友騎兵司令、近身護衛官之一，還是亞歷山大倚重的左右手。這象徵亞歷山大提名他。
佩爾狄卡斯起初不敢登上王位，在會議中他建議等王后羅克珊娜腹中的孩子誕生後再決定王位人選，假如是男孩就為王，這得到騎兵派軍官支持。然而，以步兵將領中的墨勒阿革洛斯反對這個提案，他認為就算是男孩為王，佩爾狄卡斯都會成為攝政，他反對佩爾狄卡斯大權在握。會中紛亂中有人提議擁立亞歷山大同父異母的兄弟阿里達烏斯為王，此舉迅速得到步兵派響應，單方面立即擁立阿里達烏斯為王，是為腓力三世。以佩爾狄卡斯為首的騎兵派拒絕接受，隨即帶自己部隊出城封鎖城市，雙方在巴比倫的戰火一觸即發。最後在歐邁尼斯周旋下雙方妥協，腓力三世的國王資格被認可，且假如羅克珊娜腹中的孩子是男孩也會被舉為國王。但佩爾狄卡斯立刻設計處決墨勒阿革洛斯和步兵派軍官，使得大權終落在自己手裡，成為帝國攝政。
不滿和對立持續在馬其頓人中發酵，同時被馬其頓壓制的希臘城邦一得到亞歷山大的死訊後，以雅典為首的希臘人發動叛變，爆發拉米亞戰爭。在巴比倫，亞歷山大諸將在巴比倫分封協議中各自得到自己的領地，隨著繼業者戰爭爆發，帝國攝政佩爾狄卡斯於前321年遭到刺殺後，帝國總督各自為政，帝國逐漸裂解。期間國王腓力三世和亞歷山大四世紛紛遭到謀害，前306年，繼業者紛紛自立為王，建立自己的王國。終在前301年伊普蘇斯戰役後，馬其頓帝國分裂的局面已成定局。在這40餘年的紛爭期間後，形成三個主要的繼業者王國，分別為馬其頓的安提柯王朝，亞洲的塞琉古帝國和埃及的托勒密王國，成為希臘化時代的基本局面。

### 未完成的計畫
西西里的狄奧多羅斯記載了亞歷山大生前曾命令克拉特魯斯帶著老兵返回馬其頓，順道接替安提帕特歐洲統帥的位置，但克拉特魯斯於半路上得知亞歷山大逝世的消息，便停留在奇里乞亞等待新的人事確認。然而隨著巴比倫的王位繼承紛爭和諸將之間的權力分配，並沒有有意給予克拉特魯斯新的確認，直到希臘本土拉米亞戰爭爆發。在巴比倫分封協議中帝國攝政佩爾狄卡斯決定繼續亞歷山大大帝的命令，讓克拉特魯斯率領老兵返回馬其頓，但並沒有給予克拉特魯斯接替安提帕特歐洲統帥的命令，而是讓他們兩人一同擔任歐洲統帥，試圖讓帝國中這兩位舉足輕重的人物互相爭權，好為自己贏得優勢。
此外，佩爾狄卡斯因獲得亞歷山大生前的文件，得知許多亞歷山大生前的規畫，他向馬其頓人公布這些規畫，並向他們解釋這些計畫會花太多金錢和人力，且過於困難而將被迫取消。這些規畫包含往南方和地中海西方軍事征服、一些紀念物建造方案，以及東方和西方民族的人口遷移。
- 建造一千艘戰艦，其中許多戰艦是大於三列槳戰船的規模，並以此為基礎來合併西西里、征服迦太基、利比亞和伊比利半島。
- 為完成上述遠征，從北非完成一條從利比亞直通直布罗陀海峽的道路，並沿路建造合適的港口。
- 在提洛島、德爾菲、多多納、第烏姆（英语：Dium）為宙斯、安菲波利斯為阿耳忒彌斯、特洛伊為雅典娜等六地建造大型神廟[88]。
- 完工赫費斯提翁的超大型火葬台。
- 建造腓力二世的墳墓，規模必須媲美埃及的大金字塔[88]。
- 建造許多城市，把東方的人口轉移到歐洲，同時把西方的人口轉移到亞洲，透過聯姻的方式讓各族融為一體[189]。

## 特徵

### 將道

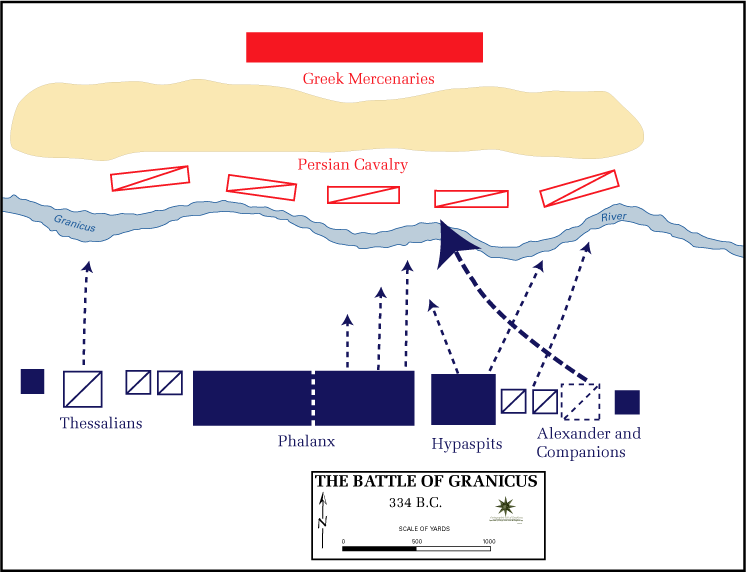
格拉尼庫斯河戰役, 334 BC

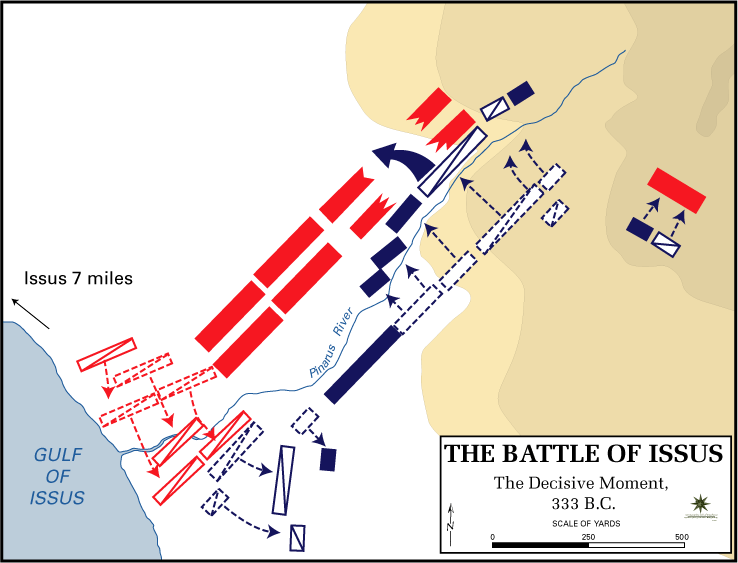
伊苏斯战役, 333 BC

亞歷山大之所以贏得「大帝」的稱號，是因為作為一位軍事指揮官他有著空前絕後且無人能比的戰果，就算他經常在兵力上居於下風，他也從未輸過任一場戰役。這歸功於他善用地形、優異的方陣和騎兵戰術、大膽的戰略和士兵們堅定地忠誠。其中，馬其頓方陣是他利器之一，這種方陣使用6公尺長的長矛，被稱為薩里沙長矛，經過腓力二世時期發展且改良後，經過嚴格操練，完善而成。透過迅速且靈活地運用方陣，亞歷山大以此來對抗笨拙且龐大的波斯軍隊。亞歷山大自知自己的軍隊中存在使用不同武器、不同民族語言的部隊，他克服這一些不協調，並以馬其頓國王親自身先士卒的傳統作法，來激勵士氣。

## 遗留的格局

### 帝国分裂，继业者战争
亚历山大大帝死后，他的帝国被他的部下们迅速瓜分。开始还保持帝国形式上的统一，不久统治各块领地的將领们陷入公开的争斗，称之为“继业者战争”。最终，弗里吉亚的伊浦苏斯之役结束争执。亚历山大的帝国最初被分割为四大部分，卡山得统治希腊，莱西马库斯占据色雷斯，被称为“胜利者”的塞琉古一世得到美索不达米亚和波斯，而托勒密一世分得黎凡特和埃及。安提柯一世在小亚细亚和叙利亚建立短暂的统治，但很快就被另外四个将领击败。对印度的控制也只是昙花一现，当塞琉古一世被旃陀罗笈多（即月护王，印度孔雀王朝的第一个统治者）击败即结束。

### 古希腊全盛后期
到前270年，上述希腊化国家经过吞并战争剩下：
- 以马其顿-希腊为中心的安提柯王朝
- 亚洲的塞琉古帝国
- 占据埃及和叙利亚的托勒密王國

到公元前一世纪大多数西部的希腊化地区都被罗马共和国吞并。而东部的希腊化地区则由于安息帝国的扩张和巴克特里亚（即大夏，也称吐火罗）的脱离而被明显减弱。
亚历山大的远征带来希腊文明在中东和中亚的繁盛，以及大夏-犍陀罗艺术在印度次大陆的发展。

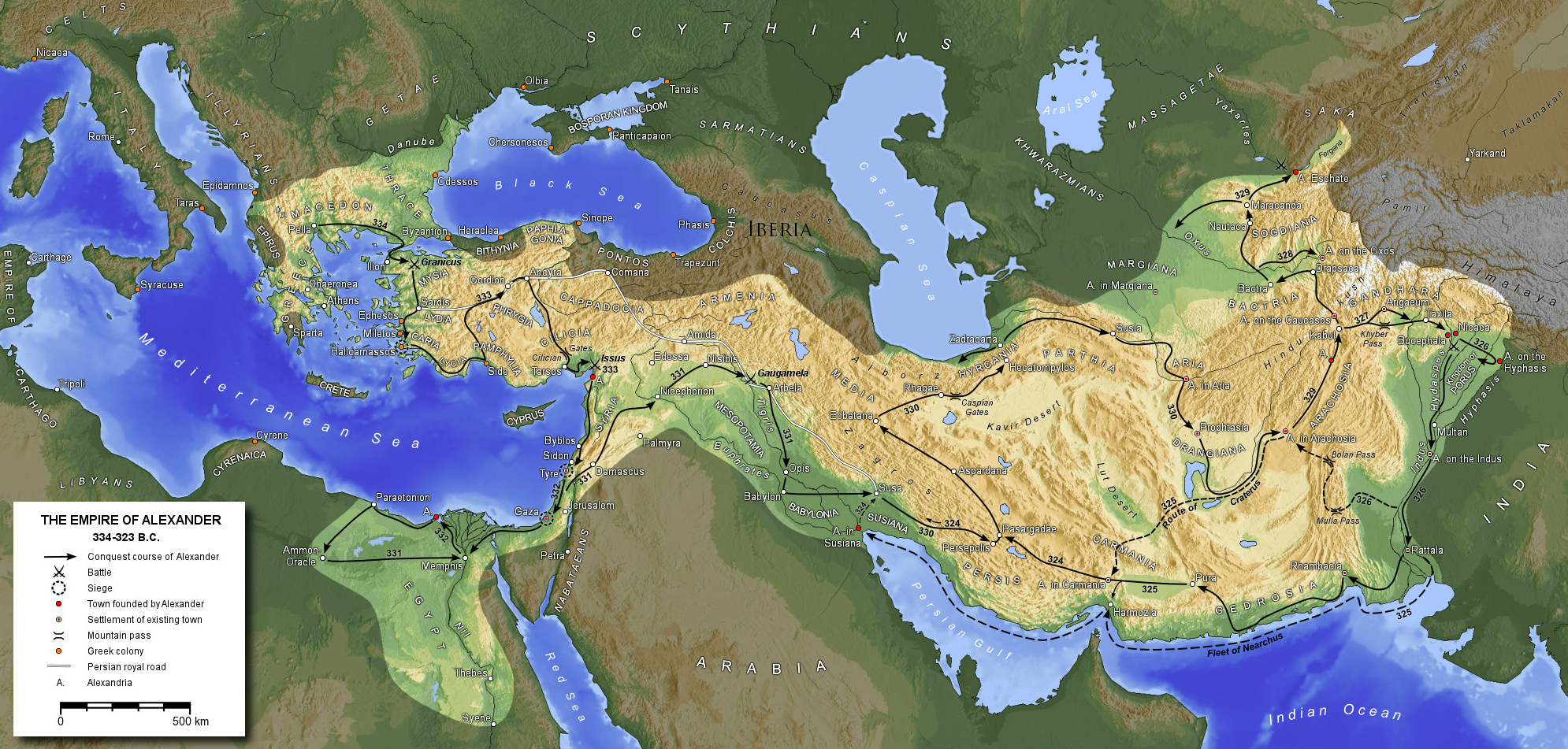
亚历山大的帝国和其征服路径

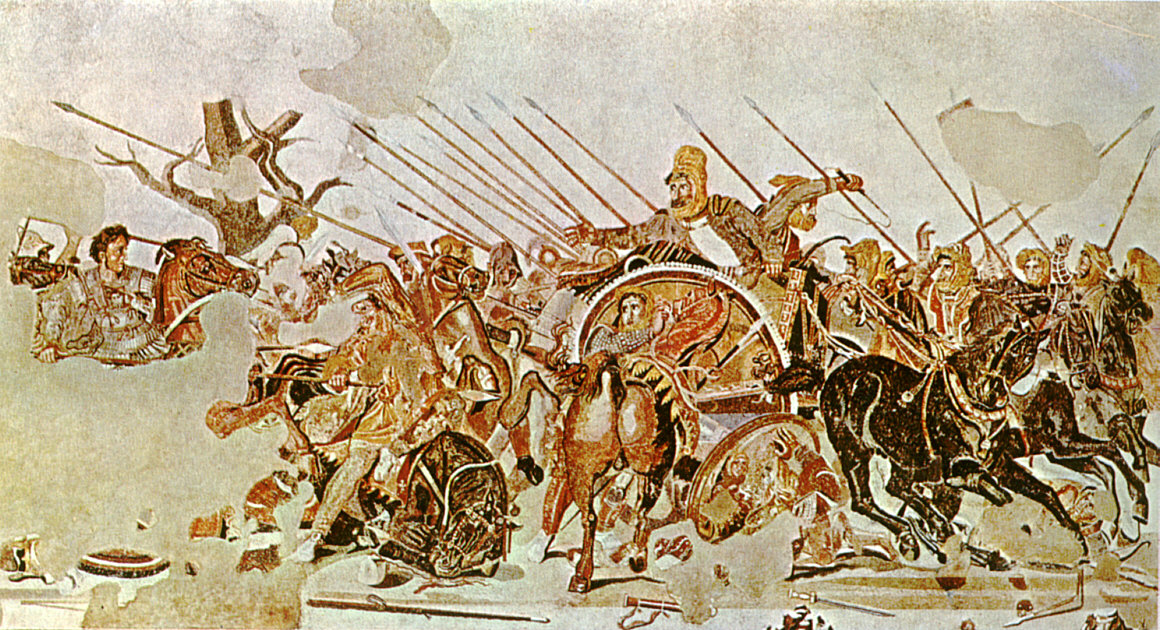
表現伊蘇斯戰役的亞歷山大馬賽克全图
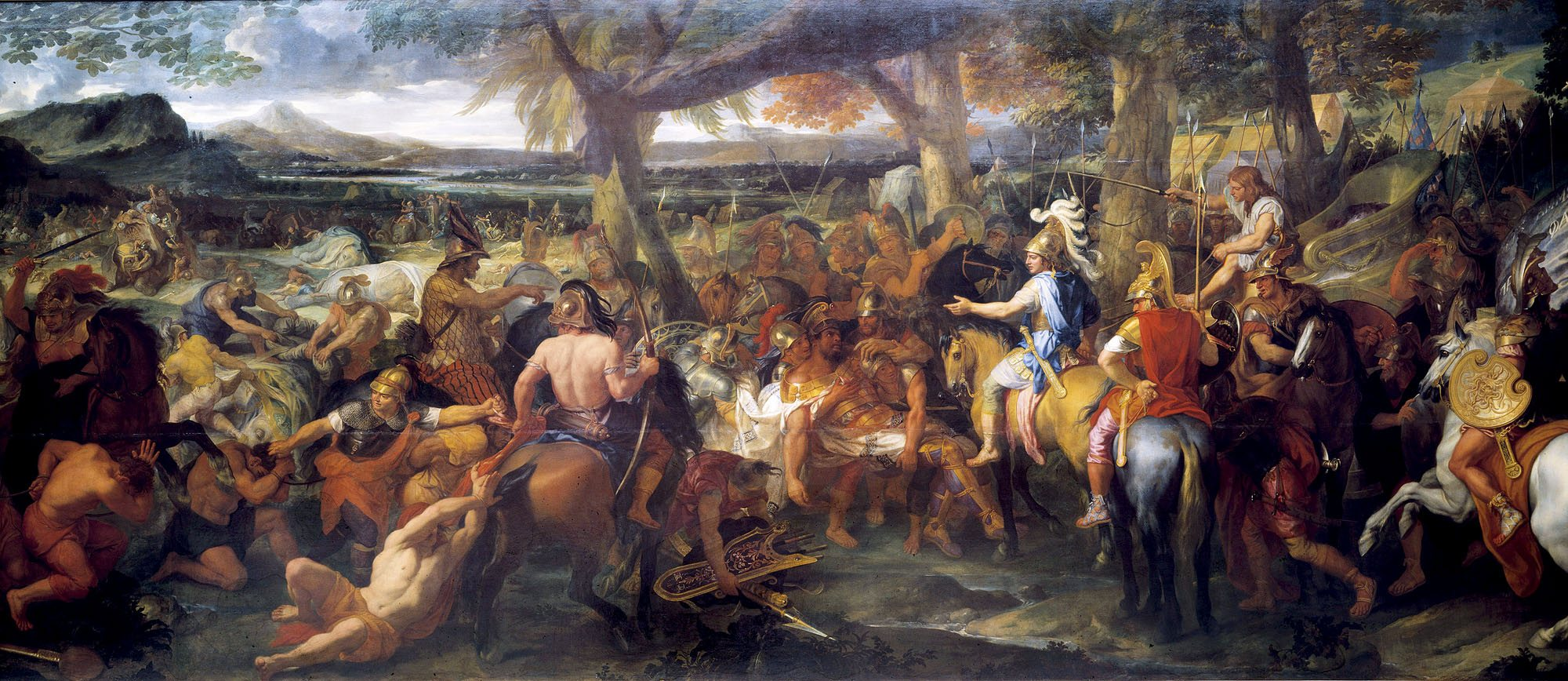
1673年，查理·勒布伦繪畫的〈亚历山大與波罗斯〉
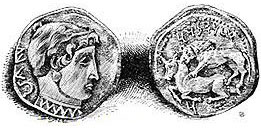
铸有亚拉姆语的亚历山大大帝钱币

## 生平年表
- 西元前356年，生於馬其頓首都佩拉。
- 西元前343 - 340年，從師亞里士多德。
- 西元前338年，腓力二世和亞歷山大在喀羅尼亞戰役中，擊敗以底比斯聖隊為主要力量的希臘聯軍。
- 西元前336年，腓力二世在女兒的婚禮上遇害身亡，時年二十歲的亞歷山大繼位為馬其頓國王。
- 西元前334年，亞歷山大率馬其頓與希臘聯軍渡過赫勒斯海峽，格拉尼庫斯河戰役。
- 西元前333年，伊蘇斯戰役，首戰重創波斯皇帝大流士三世。
- 西元前332年，沿東地中海海岸南進，攻克提爾，到達埃及。
- 西元前331年，高加米拉戰役，最終戰勝大流士三世。
- 西元前330年，抵達波斯都城波斯利斯，大流士三世身亡。
- 西元前329 - 327年在東伊朗高原進行巴克特利亞及索格地亞那戰役。
- 西元前326年，渡過印度河，希達斯皮斯河戰役。沿印度河水系下航。
- 西元前325年，到達印度洋。向西進軍，亞歷山大沿陸路，尼亞丘斯率艦隊走海路。
- 西元前324年，率兵回到波斯利斯。
- 西元前323年，6月10日晚，亞歷山大病逝於巴比倫。

## 麾下主要将领
- 帕曼纽和兒子菲羅塔斯
- 赫费斯提翁
- 安提柯
- 塞琉古
- 利西馬科斯
- 托勒密
- 尼阿庫斯
- 佩爾狄卡斯
- 列昂納托斯
- 波利伯孔
- 安提帕特
- 阿塔罗斯
- 克利图斯
- 克拉特魯斯
- 歐邁尼斯

## 传记作品
同期记载
- F. Jacoby, Die Fragmente der griechischen Historiker

后期传记《亞歷山大遠征記》
- 阿利安, Flavius Arrianus Alexandri Anabasis
- 狄奥多罗斯, Diodori Siculi Bibliotheca Historica Liber 17
- 查士丁, M. Iuniani Iustini Epitoma Historiarum Phlippicarum Pompei Trogi
- 普鲁塔克, Plutarchus Vitae Parallelae: Alexander
- 鲁夫斯, Quinti Curti Rufi Historiarum Alexandri

当代传记
- W. Heckel, J. C. Yardley (ed.), Alexander the Great: Historical Sources in Translation (Blackwell, Oxford, 2004).
- I. Worthington (ed.), Alexander the Great: A Reader (Routledge, London, 2003).

## 流行文化
- 撲克牌上的梅花K，總是佩帶著配有十字架的珠寶，頭髮向外卷。
- Fate系列中，以Rider職階出場。少年時期的配音員為坂本真綾，成年時期為大塚明夫。
- 游戏《文明VI》中马其顿王国的领袖。

### 註腳
1. ↑  [1]
[2]
[3]
[4]
[5]
[6]
[7]
[8]
[9]
[10]
[11]
[12]
[13]
[14]
[15]
[16]
[17]

1. ↑  古羅馬歷史學家阿里安,《亞歷山大遠征記》 卷II, 7 （页面存档备份，存于）提到亞歷山大大帝在伊蘇斯戰役前夕向他的軍隊喊話：「對方也有希臘部隊，這是確定的，在波斯軍隊中服役。但是他們的動機與我們有天大的不同，他們是為錢賣命，而且錢少得可憐;但我們是為希臘自由而戰，由衷發自內心。」

在《亞歷山大遠征記》卷II, 14 （页面存档备份，存于） 提到亞歷山大回信給大流士三世，回復關於大流士議和：「但你的祖先却侵略过马其顿和希腊其他地区，造成傷害极大，虽然我們之前从来都未侵略过你们。我已经正式被任命为全希腊总司令，目的是攻打波斯报仇雪耻，我已率军來到亚洲，要把它從你手中奪走。

在《亞歷山大遠征記》卷VIII，提到「就在这时候，他们忽然发现一个穿着希腊斗篷的人，又看见他身上穿的别的衣服也都是希腊式的，而且还会说希腊话。最先看到他的那几个馬其頓人说，他们当时就哭起来。长时期在异域受这么多苦难折磨之后，突然看到一个希腊人，听见他说希腊活，怎不叫人百感交集呀。」
2. ↑  普魯塔克,《道德小品：論亞歷山大的運氣和德行》332 a-b （页面存档备份，存于） ，亞歷山大說道：「如果我的目標不是把野蠻人的事物與希臘事務結合起來、橫越並且傳播文明於整個大陸、尋找最末端的土地與海、把馬其頓的疆土推至最遙遠的海洋、祝福把希臘的公義和和平散佈於每個國家。我不會滿足於安靜坐在那享受富貴和空虛的權力，而是我會仿效純樸的第歐根尼，但對於這些，第歐根尼，請見諒，現在我在仿傚海克力士，在仿傚珀耳修斯，並且追尋狄俄尼索斯的腳步，神性來源和我家族的源頭，以及勝利的希臘人可以在印度土地再一次起舞，並在高加索山區以外的野蠻山區中再興酒神的過往。
3. ↑  庫爾蒂烏斯，Historiae Alexandri Magni （页面存档备份，存于）
提到亞歷山大在喀羅尼亞戰役後希臘聯軍戰死的屍體前說道：「神聖的亡靈，我不會責備你們殘忍且悲慘的命運，但該指責是導致姊妹國與同族兄弟互相血鬥的敵人，對於我這場勝利結果我不感到高興，相反地，如果你們所有人可在活著與我站在這裡，我會很欣喜，因為我們因有著相同的語言、相同的血源、相同的眼界而團結起來了。
4. ↑  希羅多德，《歷史》在5.20.4提到馬其頓亞歷山大一世對波斯使者說：「请告诉把你们派来的你们的国王，他那担任马其顿都督之职的希腊人怎样地在饮食方面和女色方面款待了你们。」

在《歷史》在5.22希羅多德提到「佩爾狄卡斯的这些后裔像他们自己所说的那样是希腊人，这件事我自己是偶然得以知道的，而在我的历史的后面还要证明这件事的。」

另外在《歷史》在9.45提到馬其頓亞歷山大一世向雅典人洩漏波斯的軍情：「雅典人，我把这些话托付给你们，请你们为它保守秘密，除去帕鸟撒尼亚斯之外不要泄露给任何人，否则你们就连我也给毁了。如果不是我非常关心整个希腊的命运的话，实陈上我就不会把这话告诉你们。因为我本人的远祖是希腊人而我也决不愿意看见自由的希腊会受到奴役。」
5. ↑  Ian Worthington, Philip II of Macedonia, Yale University Press, 2008
6. ↑  烏爾里克·威爾肯（Ulrich Wilcken） Alexander the Great, 第22頁
7. ↑  斯特拉波，《地理學》 VII, Frg. 9 提到「無疑地，馬其頓是希臘的一部分。」
8. ↑  約瑟夫斯 11.8.5，提到「但以理書預言將會有一位希臘人他會摧毀波斯帝國，當但以理書展現給亞歷山大大帝看時，他認為自己就是那個人，之後他非常高興，拒絕人們的其他貢物。」
9. ↑  David H. Levinson，Encyclopedia of World Cultures （页面存档备份，存于） (1991), 第239頁
10. ↑  哈蒙德（N.G.L. Hammond）Philip of Macedon, Duckworth Publishing, 1998
11. ↑  哈蒙德（N.G.L. Hammond）A History of Macedonia Vol ii, 550-336 BC
12. ↑  哈蒙德（N.G.L. Hammond）The Miracle that was Macedonia, 1992, 第206頁
13. ↑  M. Opperman, The Oxford Classical Dictionary 3版. 1996  第905頁
14. ↑  羅賓·萊恩·福克斯（Robin Lane Fox）, Alexander the Great, Penguin Books, UK, 1997 第104、128、131、256頁
15. ↑  Katheryn A. Bard, Encyclopaedia of the Archaeology of Ancient Egypt, Taylor & Francis, 1999, 第460頁.
16. ↑  本杰明·維勒（Benjamin Ide Wheeler）, Alexander the Great: The Merging of East and West in Universal History, Elibron Classics, 2011
17. ↑  Simon Hornblower, "Greek Identity in the Archaic and Classical Periods" in Katerina Zacharia, Hellenisms, Ashgate Publishing, 2008, 第55–58頁.
18. ↑  . UK: BBC.   [2013-03-21]. （原始内容存档于2016-11-19）.
19. ↑  Heckel, Waldemar; Tritle, Lawrence A. (编). . . Wiley-Blackwell. 2009: 99. ISBN 1405130822.
20. ↑  Burger, Michael. . University of Toronto Press. 2008: 76. ISBN 1551114321.
21. ↑  Plutarch <希臘羅馬英豪列傳 II> P1193起
22. ↑  .   [2018-12-10]. （原始内容存档于2018-12-11）.
23. ↑  .   [2018-12-10]. （原始内容存档于2014-12-15）.
24. ↑  . Livius.   [2015-09-23]. （原始内容存档于2016-10-05）.
25. ↑  Green, Peter, , Hellenistic culture and society illustrated, revised reprint, University of California Press: xxxiii, 1970  [2018-12-10], ISBN 978-0-520-07165-0, （原始内容存档于2019-06-05）, 第356頁 「亞歷山大誕生於佩拉，其準確日期不確定，但可能是7月20日或26日。」
26. ↑  McCarty 2004, 第10頁
27. 1 2  Renault 2001,第28頁
28. ↑  Durant 1966, 第538頁
29. ↑  Roisman & Worthington 2010, 第171頁.
30. ↑  Roisman & Worthington 2010, 第188頁
31. 1 2  普魯塔克 1919,  III, 2 （页面存档备份，存于）
32. ↑  Bose 2003, 第21頁
33. 1 2 3  Roisman & Worthington 2010，第188頁
34. ↑  Renault 2001, 第33–34頁
35. 1 2  Roisman & Worthington 2010，第186頁
36. ↑  普魯塔克 1919, VI, 5 （页面存档备份，存于）
37. ↑  Durant 1966，第538頁
38. ↑  Fox 1980, 第64頁
39. ↑  Renault, 2001 & 第39頁.
40. ↑  Fox 1980, 第65頁
41. ↑  Renault, 2001 & 第44頁
42. ↑  McCarty 2004，第15頁
43. ↑  Fox 1980, 第65–66頁
44. ↑  Renault 2001，第45–47頁
45. ↑  McCarty 2004，第16頁
46. ↑  Fox 1980, 第68頁
47. ↑  Renault, 2001 & 第47頁.
48. ↑  Bose, 2003 & 第43頁.
49. ↑  Renault 2001, 第47–49頁
50. ↑  Renault 2001, 第50–51頁
51. ↑  Bose, 2003 & 第44–45頁.
52. ↑  McCarty, 2004 & 第23頁.
53. ↑  Renault, 2001 & 第51頁.
54. ↑  Bose, 2003 & 第47頁.
55. ↑  McCarty, 2004 & 第24頁.
56. ↑  西西里的狄奧多羅斯 1989, XVI, 86 （页面存档备份，存于）
57. ↑  . Sikyon.   [2015年9月24日]. （原始内容存档于2009年12月10日）.
58. ↑  Renault, 2001 & 第57頁.
59. ↑  McCarty, 2004 & 第26頁.
60. 1 2  Roisman & Worthington 2010，第179頁
61. 1 2  McCarty 2004,第27頁
62. ↑  普魯塔克 1919, IX, 1 （页面存档备份，存于）
63. 1 2 3 4 5  Roisman et al.
64. ↑  Bose, 2003 & 第75頁.
65. ↑  Renault 2001，第56頁
66. ↑  Renault, 2001 & 第59頁
67. ↑  Fox, 1980 & 第71頁
68. 1 2  McCarty 2004,第30–31頁
69. ↑  Renault 2001，第61–62頁
70. 1 2  Fox 1980，第72頁
71. 1 2  Roisman & Worthington 2010，第190頁
72. 1 2  Green 2007，第5–6頁
73. ↑  Renault 2001，第70–71頁
74. ↑  McCarty, 2004 & 第31頁.
75. 1 2 3  Renault 2001,第72頁
76. ↑  Fox 1980，第104頁
77. ↑  Bose 2003，第95頁
78. ↑  Bose, 2003 & 第96頁.
79. ↑  Stoneman, 2004 & 第21頁
80. ↑  Dillon 2004，第187–188頁
81. ↑  阿里安 ,《亞歷山大遠征記》 卷I, 1
82. ↑  阿里安 ,《亞歷山大遠征記》 卷I, 2
83. ↑  阿里安 ,《亞歷山大遠征記》 卷I, 3–4
84. ↑  Renault, 2001 & 第73–74頁
85. ↑  阿里安 ,《亞歷山大遠征記》 卷I, 5–6
86. ↑  Renault 2001，第77頁
87. 1 2 3 4 5  Roisman & Worthington 2010，第192頁
88. 1 2 3 4 5 6 7 8  Roisman & Worthington 2010，第199頁
89. ↑  阿里安 ,《亞歷山大遠征記》 卷I, 11
90. ↑  波利艾努斯 ,《戰略》 5.44.4
91. ↑  Ε. Grzybeck, Du calendrier macédonien au calendrier ptolémaïque, Basel, 1990, p. 63.
92. ↑  阿里安 ,《亞歷山大遠征記》 卷I, 16
93. ↑  阿里安 ,《亞歷山大遠征記》 卷I, 20–23
94. ↑  阿里安 ,《亞歷山大遠征記》 卷I, 23
95. ↑  阿里安 ,《亞歷山大遠征記》 卷I, 27–28
96. ↑  阿里安 ,《亞歷山大遠征記》 卷II, 3
97. ↑  Green 2007，第351頁
98. ↑  阿里安 ,《亞歷山大遠征記》 卷II, 12
99. ↑  阿里安 ,《亞歷山大遠征記》 卷II, 16–24
100. ↑  Gunther, 2007 & 第84頁
101. ↑  Sabin et al.
102. ↑  阿里安 ,《亞歷山大遠征記》 卷II, 26
103. ↑  阿里安 ,《亞歷山大遠征記》 卷II, 26–27
104. ↑  約瑟夫斯, 《猶太古史》 XI, 337 viii, 5[]
105. ↑  Ring et al. 1994
106. ↑  阿里安 ,《亞歷山大遠征記》 卷III, 1
107. ↑  Bosworth, 1988 & 第71–74頁.
108. ↑  Dahmen 2007，第10–11頁
109. ↑  阿里安 1976，III 7–15; 巴比倫天文日誌也有一些戰役記載, 巴比倫天文日誌 （页面存档备份，存于）
110. ↑  Ulrich Wilcken, Alexander the Great.
111. 1 2  阿里安 ,《亞歷山大遠征記》 卷III, 16
112. ↑  阿里安 ,《亞歷山大遠征記》 卷III, 18
113. ↑  Foreman 2004，第152頁
114. ↑  Hammond, 1983 & 第72–73頁.
115. ↑  O'Brien, John Maxwell. . Psychology Press. 1994: 104. ISBN 978-0-415-10617-7.
116. ↑  阿里安 ,《亞歷山大遠征記》 卷III, 19–20
117. ↑  阿里安 ,《亞歷山大遠征記》 卷III, 21
118. ↑  阿里安 ,《亞歷山大遠征記》 卷III, 21、25
119. ↑  阿里安 ,《亞歷山大遠征記》 卷III, 22
120. ↑  Gergel, 2004 & 第81頁.
121. ↑  . Livius.   [2015年10月6日]. （原始内容存档于2016年3月16日）.
122. ↑  阿里安 ,《亞歷山大遠征記》 卷III, 23–25, 27–30; 卷IV, 1–7
123. ↑  阿里安 ,《亞歷山大遠征記》 卷III, 30
124. ↑  阿里安 ,《亞歷山大遠征記》 卷IV, 5–6, 16–17
125. 1 2  阿里安 ,《亞歷山大遠征記》 卷VII, 11
126. ↑  Morkot 1996, 第111頁
127. ↑  Gergel, 2004 & 第99頁.
128. ↑  Heckel et al.
129. ↑  Roisman & Worthington 2010，第201頁
130. ↑  Roisman & Worthington 2010，第202頁
131. ↑  Roisman & Worthington 2010，第203頁
132. ↑  Roisman & Worthington 2010，第205頁
133. 1 2 3  Tripathi 1999, 第118-121頁
134. ↑  Narain 1965，第155–165頁
135. ↑  McCrindle 1997，第229頁
136. ↑  Tripathi 1999, 第124頁–第125頁
137. ↑  Tripathi 1999, 第126頁–第127頁
138. ↑  Gergel 2004, 第120頁
139. ↑  Worthington 2003，第175頁
140. ↑  Tripathi 1999, 第129頁–第130頁
141. ↑  普魯塔克 1919,LXII, 1 （页面存档备份，存于）
142. ↑  Tripathi 1999, 第137頁–第138頁
143. ↑  Tripathi 1999, 第141頁
144. ↑  Morkot 1996，第9頁
145. ↑  阿里安 ,《亞歷山大遠征記》 卷VI, 27
146. 1 2  阿里安 ,《亞歷山大遠征記》 卷VII, 4
147. 1 2  Ulrich Wilcken. . W. W. Norton & Company. 1967: 146. ISBN 978-0-393-00381-9.
148. ↑  阿里安 ,《亞歷山大遠征記》 卷VI, 29
149. ↑  Reames, Jeanne. .   [January 29, 2015]. （原始内容存档于January 20, 2005）.
150. ↑  Rufus 1714，第169頁，Book X, Chapter I.
151. ↑  Worthington 2003，第307–308頁
152. ↑  Roisman & Worthington 2010，第194頁
153. ↑  阿里安 ,《亞歷山大遠征記》 卷VII, 14
154. ↑  Berkley 2006，第101頁
155. ↑  阿里安 ,《亞歷山大遠征記》 卷VII, 19
156. ↑  Depuydt, L. "The Time of Death of Alexander the Great: 11 June 323 BC, ca. 4:00–5:00 pm". Die Welt des Orients 28: 117–35.
157. 1 2  普魯塔克 1919, 75 （页面存档备份，存于）
158. ↑  Wood, 2001 & 第2267頁–第2270頁.
159. 1 2 3 4  狄奧多羅斯 XVII, 117
160. ↑  Green, 2007 & 第1頁–第2頁.
161. ↑  普魯塔克 77
162. 1 2 3  阿里安 ,《亞歷山大遠征記》 卷VII, 27
163. 1 2  狄奧多羅斯 XVII, 118
164. ↑  Green, 2007 & 第23頁–第24頁.
165. ↑  Fox, 2006 & l第32章.
166. ↑  . The Royal Society of New Zealand (Dunedin). 2003-10-16  [2016年4月13日]. （原始内容存档于2014-01-16）.
167. ↑  Cawthorne, 2004 & 第138頁.
168. ↑  Bursztajn, Harold J. . Harvard Medical Alumni Bulletin. 2005, (Spring)  [2016年4月13日]. （原始内容存档于2019年3月29日）.
169. 1 2  Schep LJ, Slaughter RJ, Vale JA, Wheatley P. . 臨床毒物學（Clinical Toxicology）. January 2014, 52 (1): 72–7. ISSN 1556-3650. PMID 24369045. doi:10.3109/15563650.2013.870341.
170. ↑  Bennett-Smith, Meredith. . The Huffington Post. 2014-01-14  [2016年4月13日]. （原始内容存档于2017年6月17日）.
171. ↑  Squires, Nick. . The Daily Telegraph (London). 2010-08-04  [2016年4月13日]. （原始内容存档于2019年8月6日）.
172. 1 2  Oldach, DW; Richard, RE; Borza, EN; Benitez, RM (June 1998). mysterious death. N. Engl. J. Med. 338 (24): 1764–69.
173. ↑  Ashrafian, H (2004). The death of Alexander the Great—a spinal twist of fate （页面存档备份，存于）. J Hist Neurosci 13 (2): 138–42
174. ↑  Marr, John S; Calisher, Charles H (2003). Alexander the Great and West Nile Virus Encephalitis （页面存档备份，存于）. Emerging Infectious Diseases 9 (12): 1599–1603.
175. ↑  Sbarounis, CN. . J Clin Gastroenterol. 2007, 24 (4): 294–96. PMID 9252868. doi:10.1097/00004836-199706000-00031.
176. 1 2  Kosmetatou, Elizabeth (1998). The Location of the Tomb: Facts and Speculation （页面存档备份，存于）.Greece.org.[2016年4月14日].
177. ↑  . UCSD. Mar 1996  [2013-03-25]. （原始内容存档于2012-12-03）.
178. 1 2  埃里亞努斯  Varia Historia XII 64 （页面存档备份，存于）
179. ↑  Green, 2007 & 第32頁.
180. 1 2  Kosmetatou, Elizabeth (1998). The Aftermath: The Burial of Alexander the Great （页面存档备份，存于）.Greece.org.[2016年4月14日].
181. ↑  . BBC News.   [2018-12-10]. （原始内容存档于2018-12-04）.
182. ↑  Studniczka 1894，第226頁
183. ↑  Bieber, M. . Greece & Rome, Second Series. 1965, 12.2: 183–188. doi:10.1017/s0017383500015345.
184. 1 2  Green, 2007 & 第24–26頁.
185. ↑  Green, 2007 & 第20頁
186. ↑  Green, 2007 & 第26–29頁.
187. ↑  Green, 2007 & 第29–34頁.
188. ↑  狄奧多羅斯 XVIII, 4
189. ↑  McKechnie 1989，第54頁
190. 1 2  Roisman & Worthington 2010，第192頁.
191. 1 2  Roisman & Worthington 2010，第193頁, Morkot 1996，第110頁
192. 1 2  Morkot 1996，第110頁.
193. ↑  Morkot 1996，第121頁.

## 外部連結
- 亚历山大大帝的帝国和远征（页面存档备份，存于）
- 亚历山大大帝继业者的诸王朝：公元前 301 年之伊普苏斯战役以后（页面存档备份，存于）

| 亚历山大大帝 阿吉德王朝出生于：356 BC323 BC | 亚历山大大帝 阿吉德王朝出生于：356 BC323 BC | 亚历山大大帝 阿吉德王朝出生于：356 BC323 BC |
| 統治者頭銜                                  | 統治者頭銜                                  | 統治者頭銜                                  |
| ------------------------------------------- | ------------------------------------------- | ------------------------------------------- |
| 前任者： 腓力二世                           | 馬其頓國王 336–323 BC                       | 繼任者： 腓力三世 亚历山大四世              |
| 前任者： 大流士三世（第三十一王朝）         | 亞洲之王 330–323 BC                         | 繼任者： 腓力三世 亚历山大四世              |
| 前任者： 大流士三世（第三十一王朝）         | 埃及法老 332–323 BC                         | 繼任者： 腓力三世 亚历山大四世              |